# Historia de Murcia

Escudo de la ciudad de Murcia.

Murcia, capital de la comunidad autónoma de la Región de Murcia, es una ciudad y municipio de España con 474 617 habitantes (INE 2024).
Sus orígenes son inciertos, pero hay constancia de que fue mandada fundar con el nombre de Medina Mursiya en el año 825 por el emir de al-Ándalus Abderramán II, probablemente sobre un asentamiento muy anterior. Durante la Edad Media fue capital de distintos reinos de taifas de creciente importancia y entre 1243–1266 se incorporó a la Corona de Castilla como capital del Reino de Murcia, siendo además ciudad con voto en cortes y sede episcopal desde 1291.
Tras la profunda crisis vivida en el siglo XIV, en el XVI creció económica y poblacionalmente. En el siglo XVIII la ciudad disfrutó de una importante expansión que se reflejó en las artes y el urbanismo, hasta el punto de que puede hablarse de un Siglo de Oro murciano, con figuras tan descollantes como Francisco Salzillo y José Moñino, Conde de Floridablanca.
A finales del siglo XX Murcia se convirtió en capital de la nueva comunidad autónoma de la Región de Murcia y vivió un gran auge económico y demográfico que la ha situado como el séptimo municipio español por población.

## Orígenes y toponimia

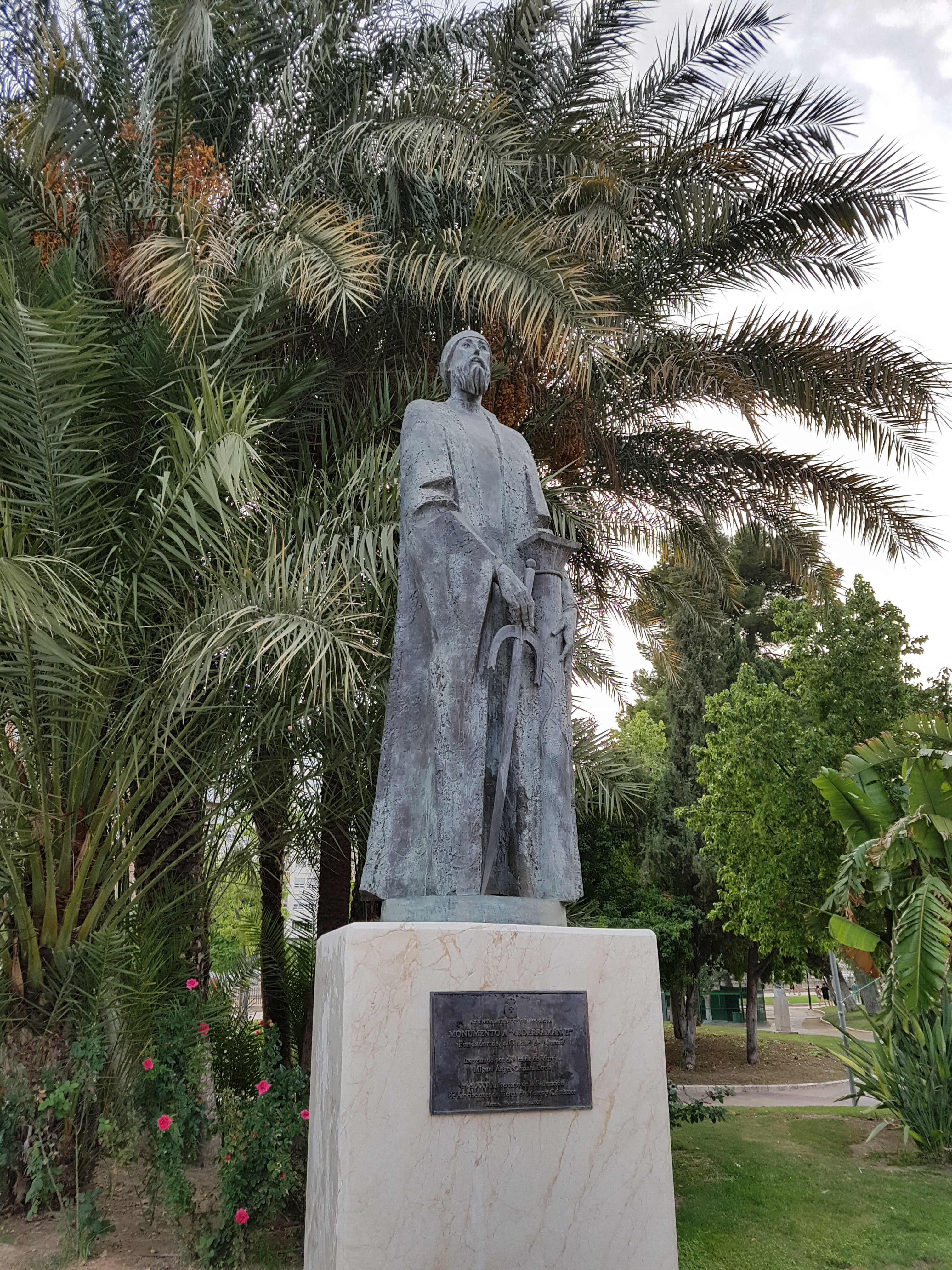
Monumento a Abderramán II en la plaza de la Cruz Roja de Murcia.

Existen muchas dudas sobre los orígenes de la ciudad de Murcia. Hay constancia de que fue mandada fundar el 25 de junio del año 825 por el emir de Al-Ándalus Abderramán II con el objetivo de sofocar las revueltas entre yemeníes y qaysíes que ensangrentaban las tierras de la Cora de Tudmir, en un intento de garantizar la supremacía de la autoridad del Emirato de Córdoba sobre los particularismos tribales.
Historiadores como Rodríguez Llopis defienden sin embargo que lo que se produjo en aquel año no fue la fundación sino el establecimiento de la capitalidad de la cora en una Murcia en cierto modo ya existente.
En ese sentido, el emir Abderramán II, de forma paralela a la fundación, ordenó la destrucción de la ciudad de Eio, núcleo que tras la conquista musulmana comenzó a ser denominado como Tudmir, donde posiblemente Teodomiro y el resto de la élite provincial hispanogoda pasaron a residir tras la firma  con los musulmanes del pacto de Teodomiro (nombre arabizado como Tudmir) en el año 713. Inicialmente, la nueva ciudad situada en el centro del valle del Segura recibió el mismo nombre, Tudmir, pero acabará permaneciendo una denominación anterior (Múrsiya), lo que lleva a suponer la existencia previa de otra población en la misma zona o en sus proximidades cuyos orígenes se remontarían a un asentamiento o villa romana de la que el nuevo núcleo fundado por los omeyas cordobeses tomaría el nombre. 
Aunque no se conoce el topónimo originario, lo cierto es que Murcia es un término latino, existiendo una divinidad denominada Venus Murcia, que se cree era la diosa romana del mirto (myrtus en latín). Según el polígrafo romano Marco Terencio Varrón, el nombre de la diosa Murcia estaría relacionado con myrtea, derivado del latín myrtus, con el significado de mirto, en la creencia de que el terreno ocupado por su lugar de culto en Roma estaba originalmente poblado por mirtos.

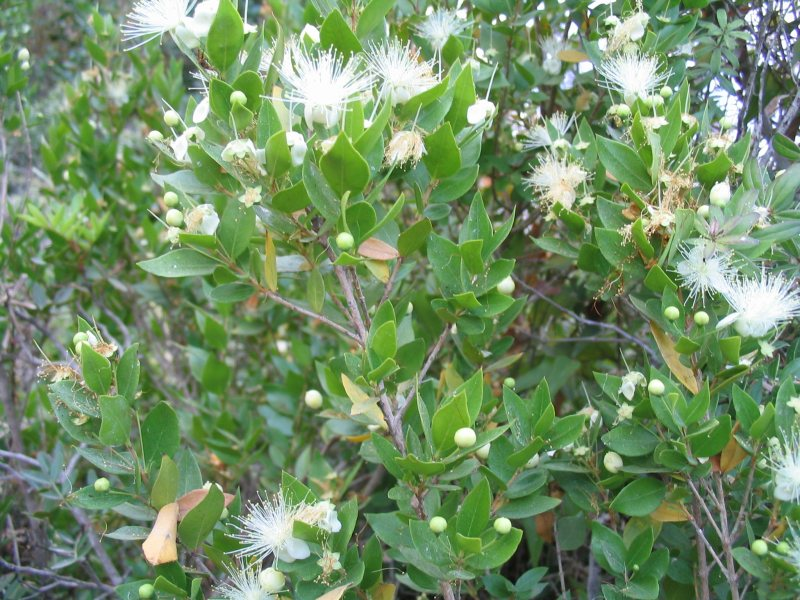
Imagen de un arbusto de mirto (Myrtus communis).

Incidiendo en esta línea, algunos eruditos postularon un hipotético culto antiguo a dicha diosa en el área en la que ahora se encuentra la ciudad de Murcia. El primero en proponerlo fue Francisco Cascales, en sus Discursos históricos de la muy noble y muy leal ciudad de Murcia publicados en 1621.
Cascales dice textualmente:

Agora pues, quando los Romanos llegados á este Lugar, que Plinio dice Murci, vieron la frescura del río, y todas sus riberas cubiertas de murtas (porque no hay tierra en toda España donde con mayor facilidad, y feracidad nazcan) juzgaron asistir en él como lugar particularmente suyo la Venus Murcia, amiga de aguas, y murtas, y así por la gran devoción que la tenían, es cosa muy verisimil, que añadiendo la letra a, la dirían llanamente Murcia.

Aunque no hay pruebas de la existencia de este culto en la zona, está demostrado arqueológicamente el desarrollo en el valle del Segura de un extenso complejo de villae romanas que aprovechaban la feracidad de las terrazas fluviales y la abundancia del agua del río.
Sea como fuere esa primera denominación originalmente, lo cierto es que evolucionaría al arabizado Múrsiya, que es el que aparece documentado en las primeras crónicas.

## Prehistoria y Edad Antigua

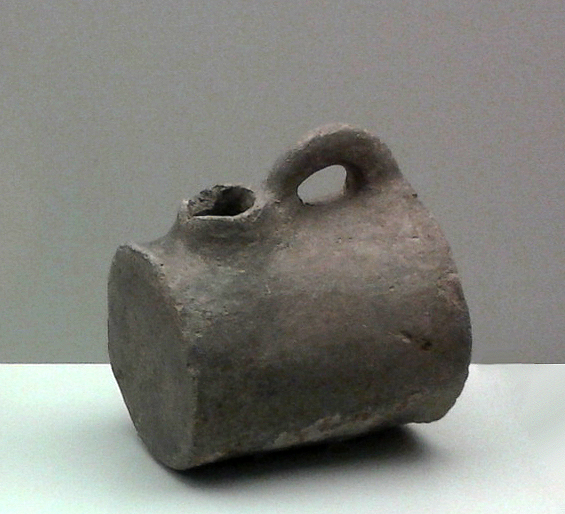
Botijo argárico del Puntarrón Chico de Beniaján, en el Museo Arqueológico de Murcia.

Las evidencias humanas más antiguas en el actual territorio del municipio de Murcia pertenecen a la Cultura del Argar; cultura desarrollada durante la Edad del Bronce que tuvo su centro en el sureste ibérico con un avanzado concepto de urbanismo, además del dominio de la agricultura y la metalurgia del bronce.
En la época prehistórica, así como en la antigüedad, la mayoría de asentamiento humanos se concentraron en los rebordes montañosos de la depresión prelitoral o vega del Segura. Así, en el borde sur destacan los yacimientos del Puntarrón Chico de Beniaján de época argárica, o Santa Catalina del Monte del Bronce Final. En el borde norte destaca el yacimiento de la cuesta de San Cayetano de Monteagudo, con una prolongada secuencia de ocupación que va desde el Argar, pasando por el Bronce Tardío y el mundo íbero, hasta la Roma altoimperial.

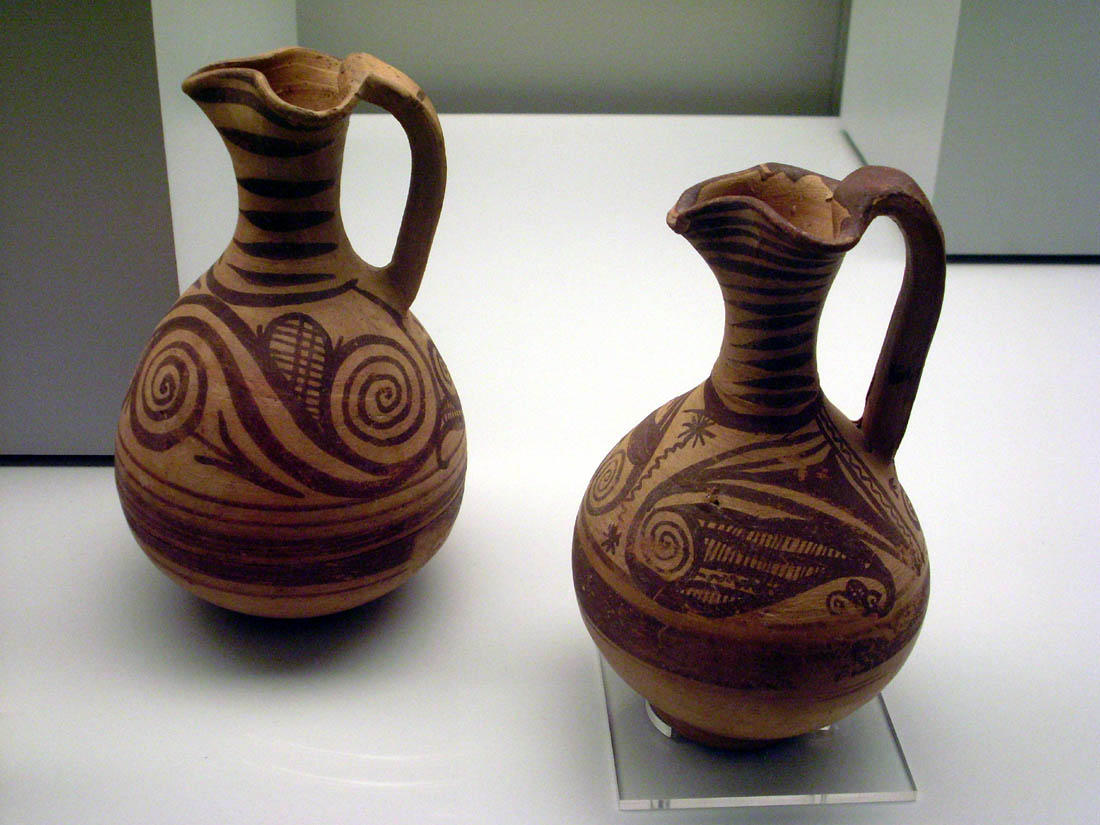
Oinocoes íberos del Verdolay. Museo Arqueológico de Murcia.

Con la llegada de la Edad del Hierro, los íberos tuvieron un especial desarrollo en la Cordillera Sur con los yacimientos del Verdolay, en donde aparece un importante poblado, con una necrópolis asociada (el Cabecico del Tesoro) y un santuario (el Santuario de la Luz) datados entre el 500 a. C. y la romanización.

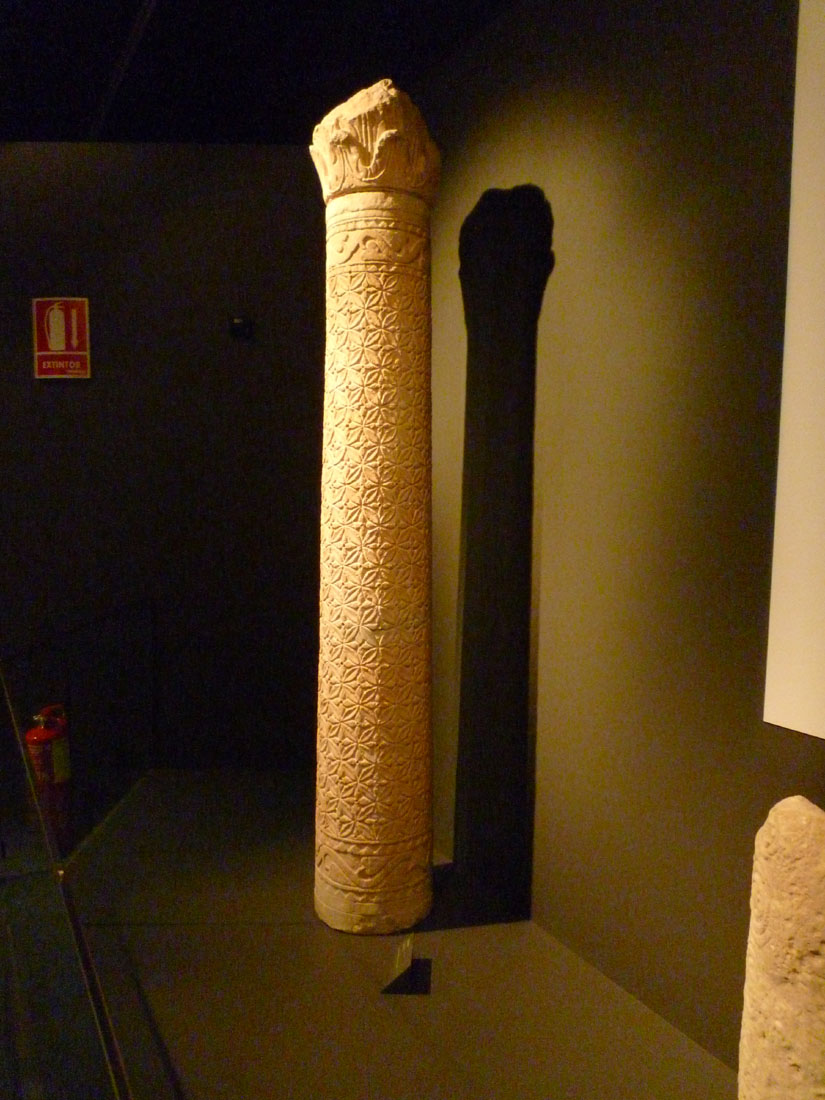
Columna del entorno del Martyrium de La Alberca. Museo Arqueológico de Murcia.

Fue en plena época romana cuando comenzaron los asentamientos en el fondo del valle del Segura, zona de almarjales y aguas estancadas que fueron convertidas al cultivo a través de las primeras evidencias de aprovechamiento hídrico de la zona, como se ha podido comprobar en yacimientos como el de Senda de Granada. Como ya se ha comentado, el origen antiguo de Murcia estaría en una de esas villae que aparecieron en áreas más próximas al río Segura.
La referida zona de la Cordillera Sur vivió otro impulso poblacional durante la época tardorromana-visigoda, con los yacimientos del Martyrium de La Alberca del siglo IV, el Castillo de Los Garres (siglos IV-VI) y la Basílica del Llano del Olivar de Algezares (siglo VI).
En torno a esta última se han encontrado los restos de un edificio porticado y una necrópolis, algo que ha llevado a algunos historiadores a plantear que podría tratarse de los restos de la mítica ciudad de Eio, también llamada Tudmir, cuya destrucción a manos de Abderramán II supuso la fundación de Murcia, en el año 825.

## Edad Media

### Época musulmana (siglos IX–XIII)
Aunque la explotación agraria a gran escala y el aprovechamiento hídrico del valle en donde se encuentra Murcia se remonta a tiempos romanos, fueron los árabes los que, aprovechando el curso del río Segura que atraviesa la depresión prelitoral, perfeccionaron y ampliaron una compleja red hidrológica formada por acequias, brazales y azarbes. Las acequias principales de dicha red eran (y siguen siendo) la Aljufía y la Alquibla. Canales que el geógrafo árabe Al-Himyari describió como 

Conducciones de agua hechas por los antiguos que riegan el norte y el sur de Mursiya.

Ambas toman sus aguas del río Segura en el azud de la Contraparada. Este sistema de riego dio prosperidad a la ciudad convirtiéndola en uno de los centros de producción agraria más importantes de al-Ándalus.
Ibn Hayyan relata que las tropas omeyas sometieron a la ciudad a un duro asedio de diez días en agosto del año 896, por lo que cabe concluir que Murcia estaba ya por entonces suficientemente fortificada. De la misma manera, al-Razi la calificó en el siglo X como "lugar bien defendido". Siglo en el que, además de capital político-administrativa (como ya era desde el siglo anterior), se acabó convirtiendo en centro económico de la Cora de Tudmir.
Con la crisis del Califato, la ciudad entró en un primer momento en la órbita de la Taifa de Almería, comenzando así un periodo en el que Murcia jugará un importante papel en la historia andalusí.
La primera Taifa (siglo XI)

Taifas en el 1037, donde se aprecia la primera Taifa de Murcia.

No fue hasta la segunda mitad del siglo XI cuando la ciudad encabezó su primer reino taifa independiente. Bajo el mandato de Abu Abd al-Rahman Ibn Tahir, Murcia logró independizarse de la Taifa de Valencia al caer esta en manos de la de Toledo. Este primer estado independiente murciano concluyó en el año 1078 cuando las tropas sevillanas de Al-Mutamid entraron en la ciudad.
Una vez anexionada la primera Taifa de Murcia, el visir de Al-Mutamid, Ibn Ammar, ideólogo de la campaña y gobernador de la ciudad tras la toma, se nombró a sí mismo rey y cortó relaciones con Sevilla. Sin embargo su poder no duró mucho, pues comenzó a utilizarlo para fines suntuosos que le granjearon la desafección del pueblo murciano. El general Ibn Rashiq traicionó a Ibn Ammar, que se vio impelido a abandonar la ciudad, quedando como regente independiente.
Tras la toma castellano-leonesa del castillo de Aledo (1086), Ibn Rashiq llegó a apoyar a los cristianos durante el conocido sitio de esa plaza (1089), donde participaron buena parte de los caudillos andalusíes y el califa almorávide Ibn Tasufin, ante las sospechas de que Al-Mutamid y Tasufin habían pactado la entrega de Murcia al monarca sevillano. 
Esta actitud incomprensible para la ortodoxia islámica decidió a los almorávides a conquistar por completo al-Ándalus, incorporándola como provincia a su imperio. En junio de 1091, tropas norteafricanas al mando del hijo de Ibn Tasufin sometieron finalmente Aledo y Murcia.
La ciudad vivió el que fue su primer gran auge urbano en esta etapa, aumentando considerablemente la población, lo que hizo que se mejorara el sistema defensivo tanto de la medina como del arrabal de la Arrixaca. El geógrafo Al Idrisi describió de la siguiente forma la ciudad durante la etapa almorávide en su obra Nuzhat al-Mushtak:

Capital del país de Tudmir, está situada en una llanura sobre los bordes del río Blanco, de ella depende un arrabal floreciente y bien poblado que, así como la villa, está rodeado de murallas y de fortificaciones muy sólidas. Este arrabal está atravesado por dos corrientes de agua. En cuanto a la ciudad, está edificada sobre una de las orillas del río, llegándose a ella por un puente de barcas.

Capital de Xarq al-Andalus con Ibn Mardanis (siglo XII)
Murcia fue uno de los centros de la sublevación anti-almorávide de 1144 dirigida por el líder andalusí Sayf al-Dawla, llamado por sus aliados cristianos como Zafadola, y el militar Ibn Iyad, que quedó como nuevo gobernador de la ciudad (siendo su lugarteniente un miembro de la familia Mardanis).

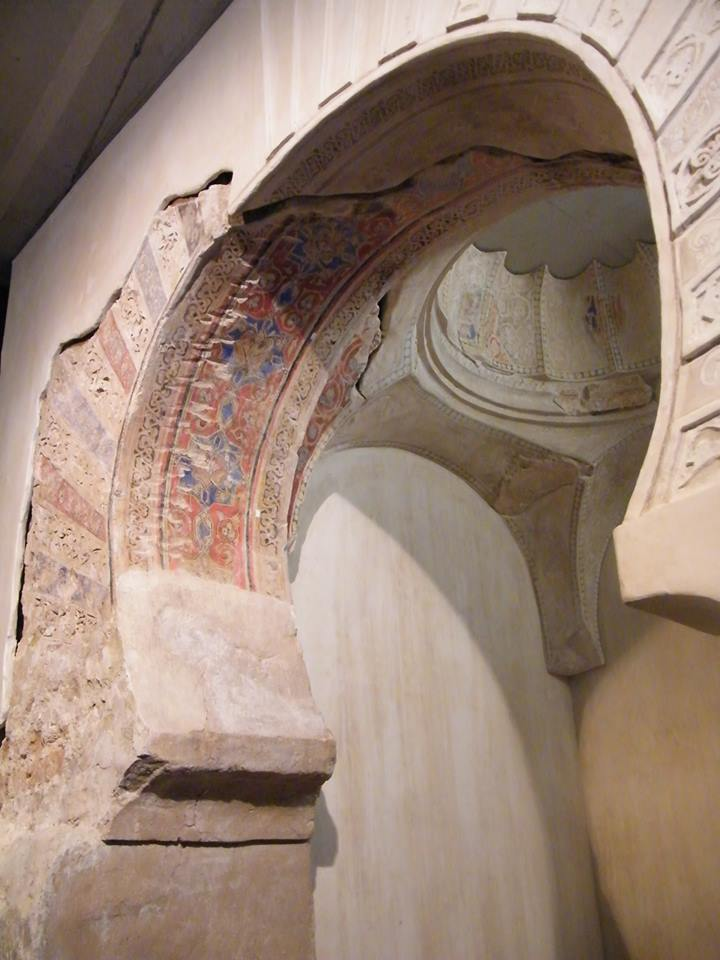
Detalle del mihrab del oratorio del Alcázar Mayor de Murcia,.

Tras la ruptura de Zafadola con Alfonso VII de Castilla se produjo la batalla de al-Ludjdj (1146) donde moriría Zafadola. La ciudad fue tomada momentáneamente en mayo del mismo año por Abd Allah ibn Jarak ats-Tsagri (aliado de los castellanos), aunque Ibn Iyad la acabó recuperando al poco.
Tras la muerte de Iyad en agosto de 1147 y coincidiendo con la invasión almohade de la península, su lugarteniente, Ibn Mardanis, acabó por ser nombrado emir en Xarq al-Ándalus, luchando contra el Imperio Almohade establecido al oeste peninsular, valiéndose así mismo de alianzas con los reinos cristianos del norte, los cuales le llamaron con el sobrenombre de Rey Lobo.
Durante su reinado (1147–1172) la ciudad de Murcia fue su capital, rigiendo desde ella un territorio que comprendía desde Jaén y Baza hasta Valencia y Albarracín (Ibn Mardanis llegó a conquistar también Écija y Carmona), viviendo un momento de esplendor convertida en un centro político y cultural comparable a las principales capitales islámicas del momento.
En este contexto de riqueza, Mardanis mandó construir tanto el palacio del Castillejo de Monteagudo como la reforma o ampliación del palacio de Dar As-Sugra en el arrabal de la Arrixaca. También en esta época se reforzaría la muralla de la ciudad ante las necesidades militares.
En este periodo nació en Murcia el gran místico sufí, filósofo y poeta Ibn Arabi, concretamente en 1165, el mismo año en el que comenzó el declinar del reino de Mardanis, al producirse sus primeras derrotas y el primer gran sitio de los almohades a la ciudad.
Según el tratado de Cazola (1171) que delimitaba las futuras zonas a conquistar por los reinos de Castilla y Aragón, Murcia iría a pertenecer a la Corona de Castilla, revocando lo establecido en el anterior tratado de Tudillén, favorable para Aragón.
En 1172, con su reino conquistado y la ciudad duramente sitiada por los almohades, moría en Murcia el mítico Ibn Mardanis, el Rey Lobo. Su hijo Hilal, por consejo de su padre, pactó con los sitiadores convirtiéndose en el gobernador almohade de la ciudad.
En el 1177, Alfonso II de Aragón asedió Murcia con el fin de que se le pagasen los tributos que se le debían por el vasallaje del Rey Lobo.

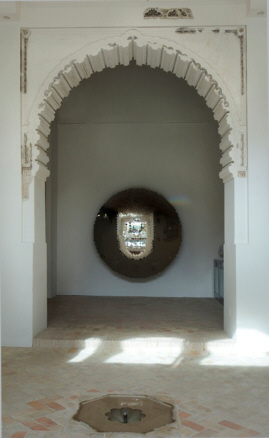
Pórtico del Alcázar Menor, levantado por Ibn Hud a partir de 1228.

La tercera taifa (siglo XIII): Ibn Hud gobierna Al-Andalus
Tras la gran victoria cristiana en Las Navas de Tolosa (1212), Castilla comenzó su expansión hacia el sur, favoreciendo la inestabilidad en el seno del imperio almohade tras su contundente derrota. En marzo de 1224, el gobernador de Murcia, Abu Muhámmad al-Ádil, se sublevó contra su tío, el califa almohade Abu Muhámmad Abd ul-Wáhid al-Majlú, consiguiendo ser reconocido califa por casi todo al-Ándalus, salvo por la zona valenciana, que siguió fiel a su tío.
En 1228, Ibn Hud protagonizó una sublevación contra los almohades en el valle de Ricote, entrando en la ciudad de Murcia el 4 de agosto de ese año, expulsando al gobernador almohade y proclamándose emir. Los sucesos acaecidos en Murcia se propagaron por todo al-Ándalus hasta el punto de que en 1229 solo Valencia y algunos puntos del Estrecho escapaban al control de Ibn Hud y de su estado, capitalizado en Murcia. En aquel año, el monarca decidió enviar una embajada al califa abbasí de Bagdad, quien le remitió otra con embajadores plenipotenciarios, confirmándole su lugartenencia de gobierno sobre toda al-Ándalus.
Durante estos años de esplendor se edificó el Alcázar Menor en el arrabal de la Arrixaca, sobre los restos del palacio de Dar As-Sugra.
Sin embargo, la estabilidad duró poco ante las sublevaciones contra Ibn Hud ocurridas en diversos lugares como Arjona (siendo el origen del reino nazarí), el avance de la conquista cristiana (bajo su mandato se produjo la derrota frente a los castellanos en la Batalla de Jerez en 1231 y la caída de Córdoba en 1236) y la propia muerte de Ibn Hud en 1238, quedando su reino reducido al sureste ibérico.
El protectorado castellano (1243–1264)
La debilidad de la taifa llevó a Ibn Hud al-Dawla (tío del anterior) a solicitar un pacto con Castilla en 1243. Consecuentemente el infante Alfonso de Castilla, futuro Alfonso X el Sabio, en nombre de su padre Fernando III, sometió a Murcia a vasallaje a través del Tratado de Alcaraz, incorporando la ciudad y a su reino a la Corona de Castilla en forma de protectorado. El tratado de Almizra, firmado en 1244 entre los reyes castellano y aragonés, ratificaría la soberanía castellana sobre Murcia.
En cumplimiento de lo pactado, el infante Don Alfonso entró en la ciudad de Murcia con su ejército el día primero de mayo de 1243, siéndole entregado el Alcázar Mayor. Sin embargo, los musulmanes murcianos mantuvieron un amplio margen de autonomía, conservando propiedades y religión. De hecho, Ibn Hud al-Dawla continuaría figurando como "rey de Murcia", residiendo en el Alcázar Menor mientras que la medina y el arrabal de la Arrixaca continuaron en manos musulmanas. Por tanto, la presencia castellana en este momento se limitaba al contingente militar que se instaló en el Alcázar Mayor, y a los pobladores cristianos que se asentaron en la denominada Axerca, terrenos adyacentes extramuros a dicho alcázar, dando lugar a un nuevo arrabal llamado Murcia la nueva (actual barrio de San Juan), que en 1257 acabaría contando con un concejo propio.
La revuelta mudéjar y la conquista definitiva de Aragón (1264–1266)

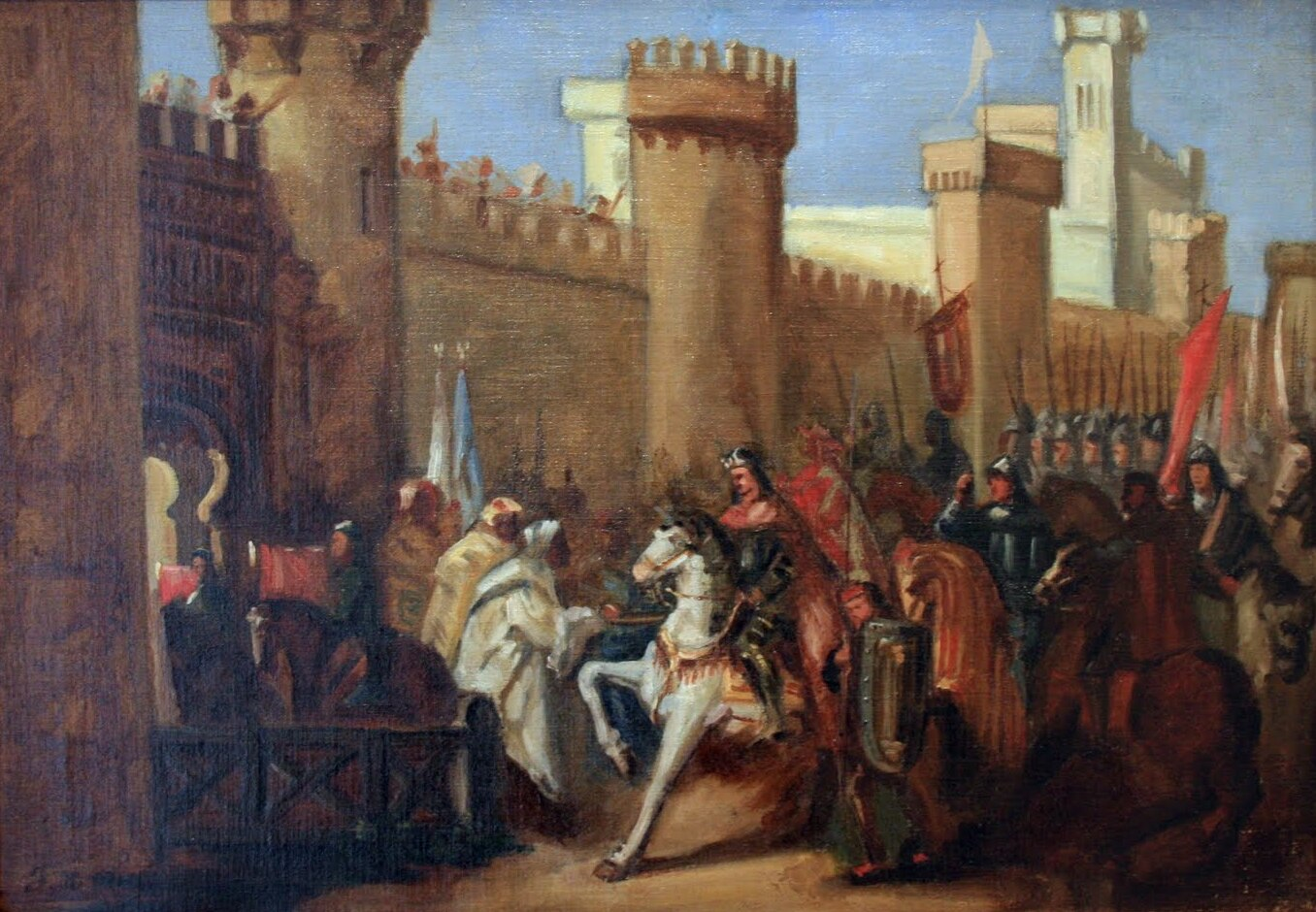
Pintura de Federico Mauricio Ramos (1876), que representa la entrada de Jaime I en Murcia en 1266.

A partir de 1257, el ya rey Alfonso X comenzó a trasgredir los acuerdos de Alcaraz consciente de que si los cumplía no avanzaría su proyecto de asimilación cristiana de la zona, realizando también por ello el primer repartimiento de Murcia. Ante esta situación, los mudéjares se sublevaron contra Castilla en 1264, liderados por el miembro de la familia real hudí Al-Watiq, recibiendo el apoyo de Granada. Alfonso X, empleado entonces en sofocar la revuelta en la zona andaluza, pidió ayuda urgente a su suegro Jaime I de Aragón. Tropas aragonesas comandadas por el infante Pedro (el futuro Pedro III el Grande) y el propio monarca pusieron sitio a la ciudad en nombre del rey de Castilla en enero de 1266.
Tras el acuerdo de rendición, el 2 de febrero de 1266 se produjo la entrada oficial de Jaime I en la ciudad dando fin al régimen de protectorado y consagrando la mezquita mayor como templo cristiano. El monarca ordenó dividir la medina y el arrabal de la Arrixaca entre musulmanes (al oeste) y cristianos (al este) mediante un muro que fue el origen de la calle Trapería. Posteriormente, Alfonso X modificó esta disposición llevando a los musulmanes al arrabal de la Arrixaca.

### Época cristiana (siglosXIII–XV)
La corte de Alfonso X y la llegada del obispado

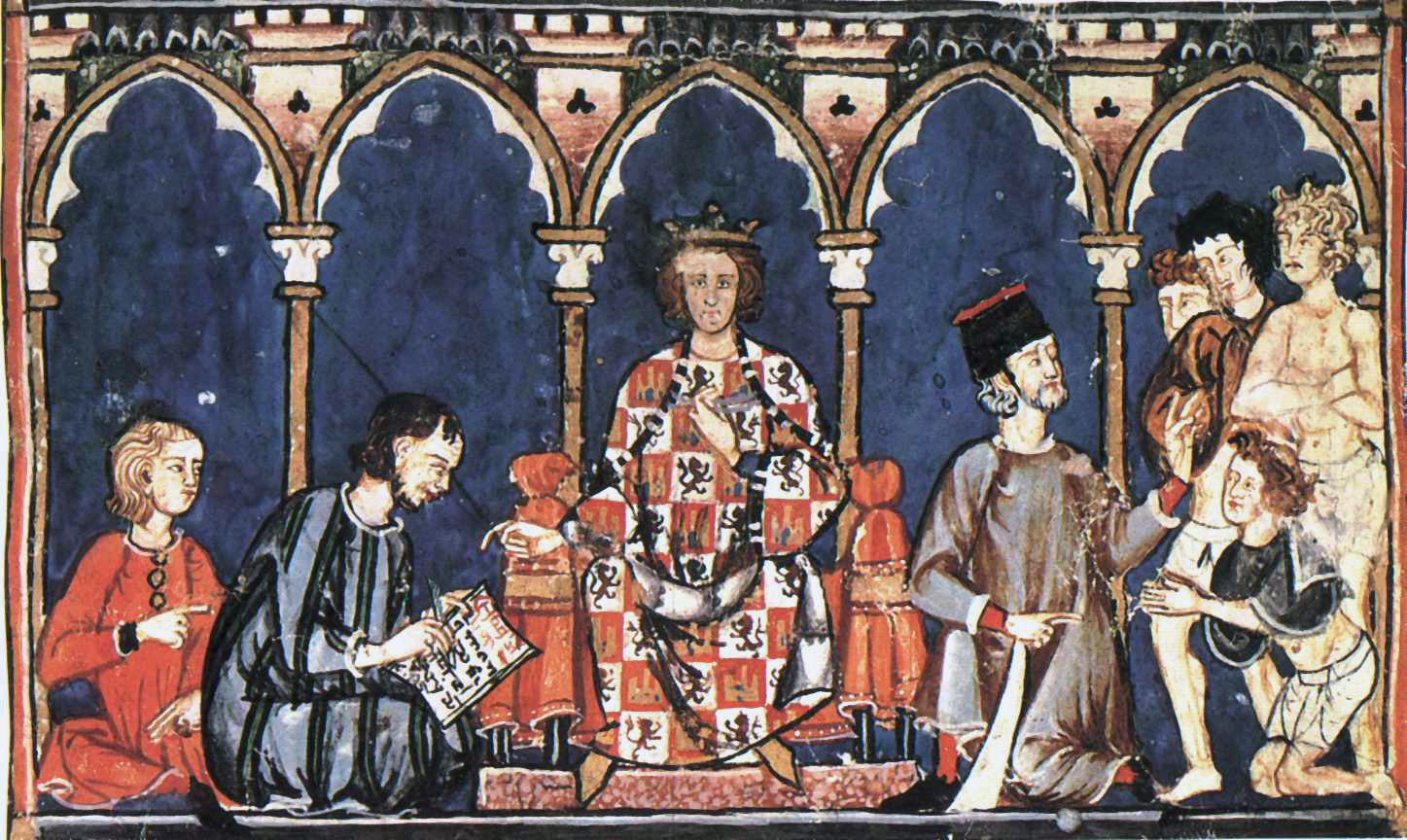
Alfonso X y su corte.

Fue el rey Alfonso X el Sabio, que visitaba con frecuencia la ciudad, el que tras la conquista definitiva estableció las bases sociopolíticas del nuevo municipio cristiano concediéndole el Fuero de Sevilla en 1266 y realizando nuevos repartimientos, a los que acudieron población proveniente mayoritariamente de la Corona de Aragón (en un 72%), de la Corona de Castilla (en un 23%), Navarra, Francia, Italia y Portugal. Otorgó además una serie de privilegios que permitieron impulsar el comercio y la convivencia de las diferentes culturas y religiones que habitaban en Murcia.
El monarca la convirtió en capital del nuevo Reino de Murcia castellano, haciéndola sede del Adelantado Mayor del Reino de Murcia y ciudad con voto en las Cortes de Castilla.
En el contexto de la Corona, Murcia fue durante el reinado de Alfonso el Sabio una de las tres capitales en las que iba rotando la corte itinerante, junto a Toledo y Sevilla.

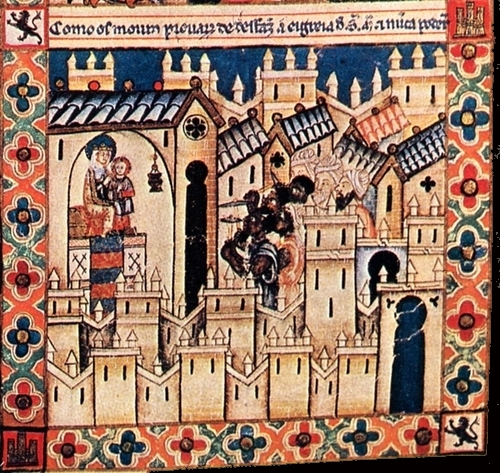
Representación de Murcia en la cantiga 169 de las Cantigas de Santa María.

En 1269 el rey fundó la Escuela de Murcia, un studium arabicum et hebraicum dirigido por Al-Ricotí. Años antes (en 1266) se había fundado otra institución, el studium solemne de los dominicos, una escuela conventual que se aplicó al estudio de las lenguas orientales, las escrituras y la teología y que se considera antecedente de un studium generale o Universidad de Murcia. También tuvo lugar en la ciudad  la boda real entre Guillermo VII de Montferrato y la hija del monarca, la infanta Beatriz de Castilla, en agosto de 1271.
En 1278, durante el episcopado de Diego Martínez Magaz, se trasladó la sede obispal de Cartagena a Murcia sin consentimiento oficial alguno.
La especial relación con Murcia llevó a Alfonso X a disponer en su testamento la intención de ser enterrado en la ciudad, concretamente en la iglesia del antiguo Alcázar Mayor, sede en aquel momento de un monasterio cisterciense fundado por el monarca y llamado de Santa María la Real.

E pues Dios quiere que nuestras debdas sean cunplidas, e pagadas e cunplidas las mandas, que el nuestro cuerpo sea enterrado en nuestro monesterio de Sancta María la Real de Murcia, que es cabeza de este reyno; el primero lugar que Dios quiso que ganasemos a servicio dél, e a honra del rey Don Fernando, e de nos, et de nuestra tierra

Finalmente, ahí fueron sepultados su corazón y sus entrañas tras su fallecimiento en 1284. Actualmente despositados en el altar mayor de la catedral murciana.
En el año 1291 la ciudad se convirtió de manera oficial en la sede episcopal de la diócesis de Cartagena tras el beneplácito de Sancho IV el Bravo.
Conflictos bélicos y crisis en el siglo XIV

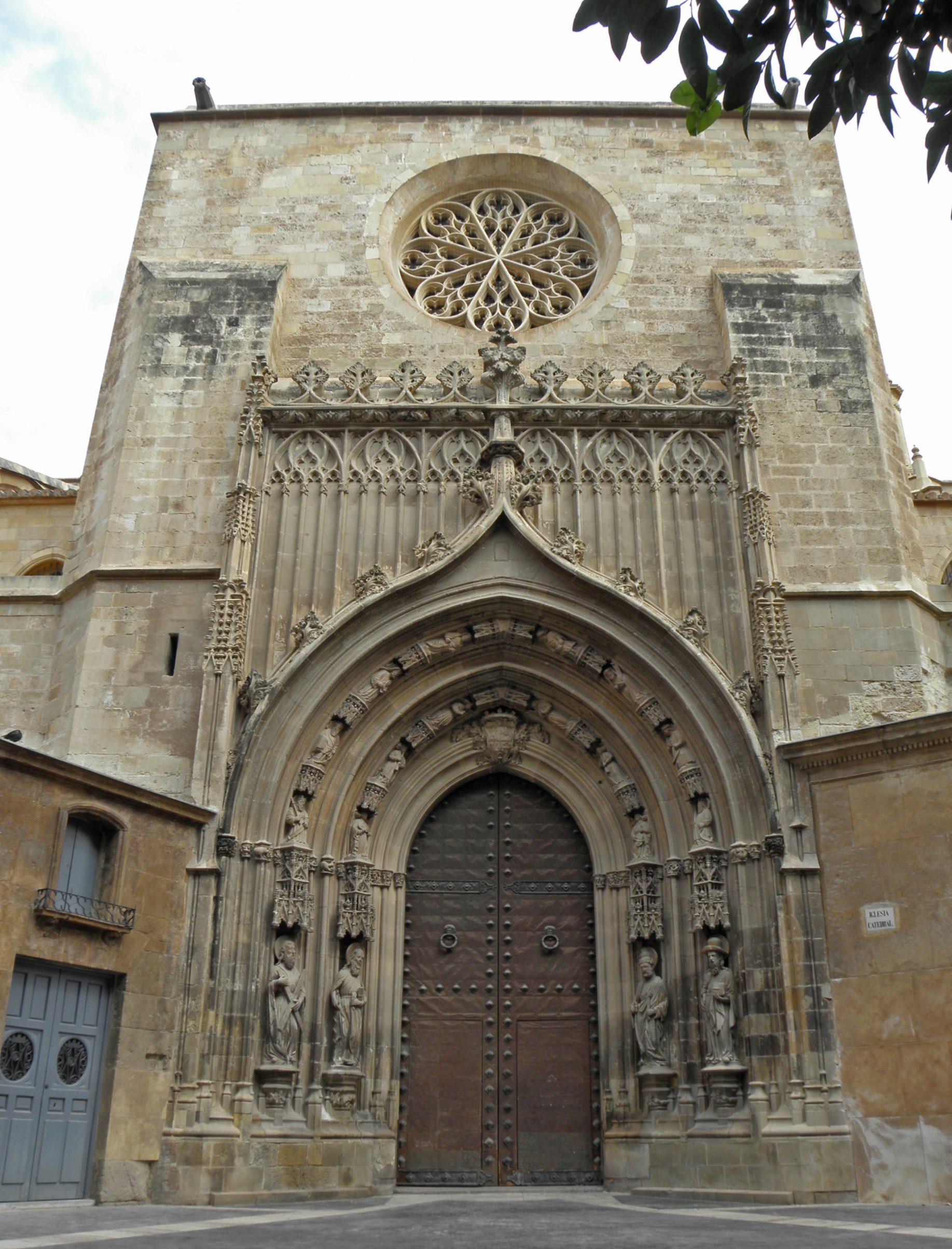
Puerta de los Apóstoles. Catedral de Murcia. Mediados del. Estilo gótico.

Con la minoría de edad de Fernando IV de Castilla, Jaime II de Aragón ocupó la ciudad tras su acuerdo con Alfonso de la Cerda, en virtud del cual, si apoyaba la candidatura de Alfonso al trono castellano durante la crisis dinástica, éste cedería el Reino de Murcia a la Corona de Aragón. La ocupación, que tuvo lugar en 1296, se vio favorecida por la abundante población de origen aragonés y catalán que residía en el municipio. Jaime II devolvió la ciudad a control castellano en virtud de la Sentencia Arbitral de Torrellas en 1304.
En 1312 el adelantado del Reino de Murcia, el poderoso Don Juan Manuel, se enfrentó a una sublevación de la ciudad que protestaba por su intervencionismo. El conflicto duró 8 largos años en los que el concejo sostuvo una oposición continuada contra Don Juan Manuel.
En tiempos del obispo Pedro de Peñaranda (1337–1352) se edificó el claustro gótico de la Catedral, siendo por tanto la parte más antigua del complejo actual, cuyos restos son hoy visitables en el Museo Catedralicio.
Durante la conocida Guerra de los dos Pedros (1356–1369) entre Castilla y Aragón, uno de los principales escenarios bélicos estuvo en las ciudades de Murcia y Orihuela, cuyas huertas fueron saqueadas y destruidas alternativamente por cada uno de los bandos.
Durante el siglo XIV se vivió una profunda crisis que afectó a la actividad agrícola de la huerta de Murcia, compensada en parte por un crecimiento en la ganadería. La superficie cultivable se redujo debido al contexto de inseguridad que se vivía en todo el Reino de Murcia, afectado como estaba por una triple frontera (con la corona de Aragón, con un Mediterráneo atestado de corsarios y sobre todo con los musulmanes granadinos). Como consecuencia, la morería de la ciudad (sita en aquel tiempo en el sector occidental del arrabal de la Arrixaca) vivió una despoblación casi total, reduciéndose también la población cristiana al agregarse la parroquia de Santiago a la de San Miguel.
Al complejo contexto descrito se le unieron las epidemias de peste que afectaron a la ciudad. La de 1395–1396 supuso la pérdida de más de 6.000 habitantes.
Poco antes de esta crisis epidémica, en 1394, por orden del obispo Pedrosa dieron comienzo las obras del templo catedralicio, para lo que se tuvo que demoler la vieja mezquita mayor, convertida en templo cristiano desde la entrada de Jaime I a la ciudad.
El lento resurgir del siglo XV

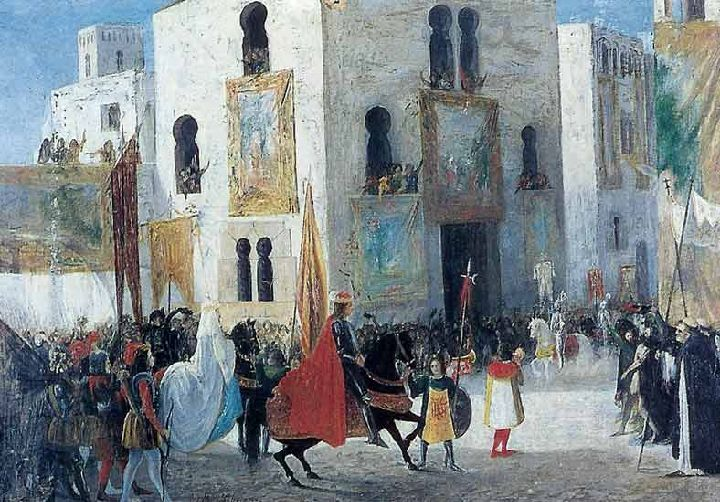
Pintura de José María Sobejano López (1876) que representa la entrada de los Reyes Católicos en Murcia en 1488.

En 1452 las tropas de la ciudad de Murcia junto con las de Lorca vencieron en la batalla de Los Alporchones a huestes musulmanas provenientes del reino nazarí de Granada que regresaban de asolar el Campo de Cartagena. A partir de dicha batalla San Patricio fue nombrado patrón de Murcia, onomástica del día de la victoria.
En el 1467 la Catedral de Murcia quedó oficialmente consagrada.
A finales del siglo XV comenzó una recuperación económica gracias al cese de la amenaza granadina. A partir de 1482, tanto Murcia como Lorca se convirtieron en la base de operaciones para las campañas militares que los Reyes Católicos lanzaron sobre la parte oriental del reino de Granada.
De hecho, Murcia sirvió de residencia a los monarcas en 1488. Durante su estancia en la ciudad, los reyes tuvieron su segundo encuentro con Cristóbal Colón. Todo apunta a que en esa entrevista se cerró parte de lo que sería el viaje que propició la llegada a América, visto que los soberanos habrían entregado a Colón 3000 maravedíes. Según el relato de Hernando Colón y Bartolomé de las Casas, también se produjo durante esa estancia en Murcia el encuentro entre el almirante y el marino Pedro Velasco, que había avistado tierra al occidente de Irlanda.

## Edad Moderna

### SiglosXVIyXVII
Movimiento comunero y crecimiento económico
En el 1520 la ciudad se unió al levantamiento comunero, aunque con unos matices totalmente distintos al resto de Castilla, con un componente antioligárquico que entroncaba con los conflictos que se vivieron en el reino murciano a finales del siglo XV. Una asamblea de dos mil personas juramentó contra regidores y otros cargos concejiles en la plaza de Santa Eulalia, quienes pidieron ayuda militar al Adelantado mayor de Murcia, Pedro Fajardo y Chacón (primer marqués de los Vélez), que rehusó dársela. Los comuneros de la ciudad implantaron una junta de síndicos con cierta representación popular elegidos por parroquias, participando en la Santa Junta desde octubre de 1520.

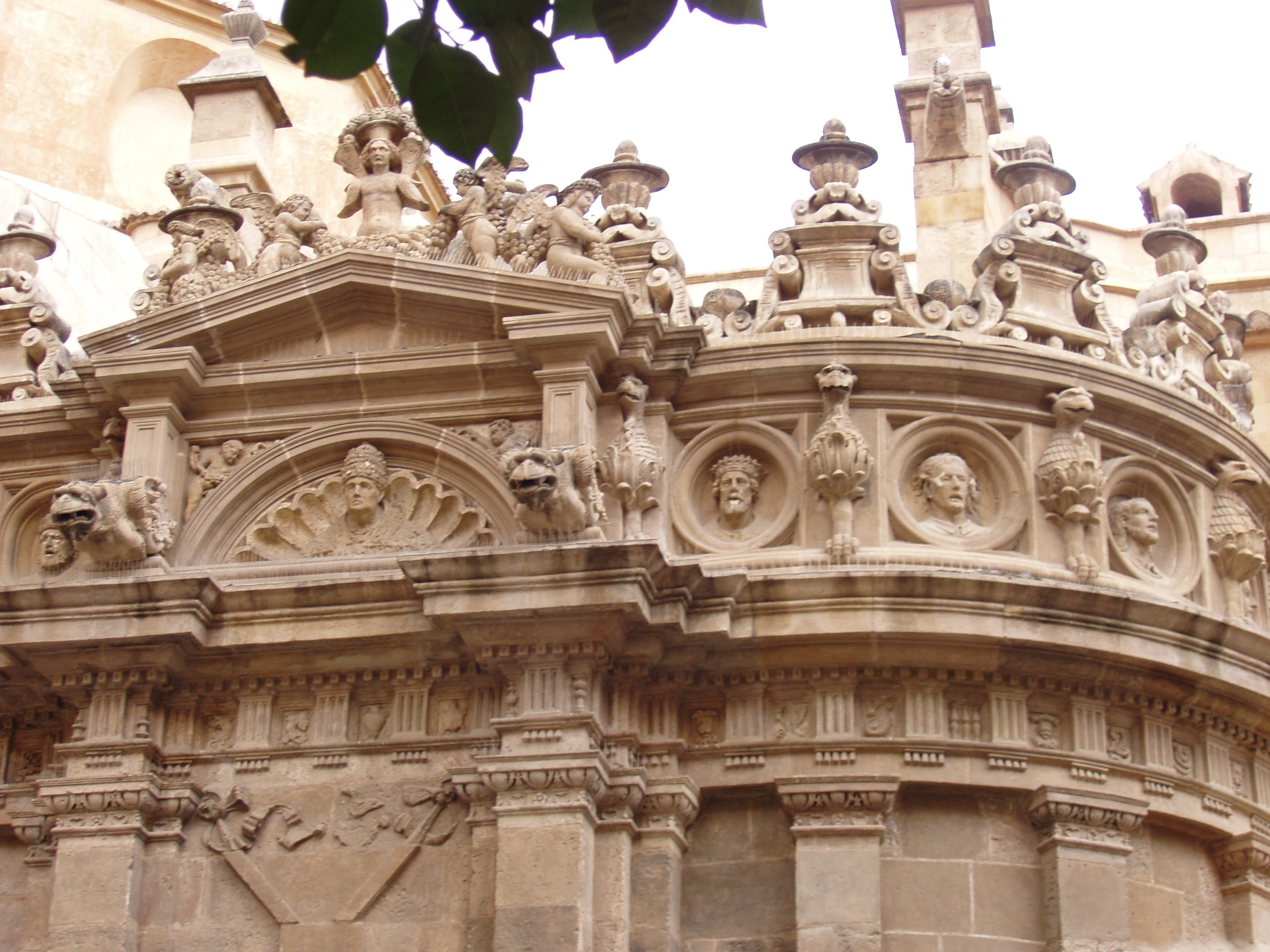
Detalle exterior de la Capilla de Junterón, obra de Jerónimo Quijano.

En el 1521 comenzaron las obras del principal símbolo de la ciudad, la torre de la Catedral de Murcia (concretamente el primer cuerpo), a cargo de los arquitectos italianos Francisco y Jacobo Florentino, siendo una de las obras señeras del renacimiento junto a la capilla de Junterón, en el mismo templo, obra de Jerónimo Quijano, autor del segundo cuerpo de la torre.
A finales de 1541, Murcia recibió la visita del emperador Carlos V, proveniente de la decepcionante campaña de la Jornada de Argel. Previo desembarco en Cartagena, el monarca hizo su entrada en la medina por la puerta de Vidrieros y oró en la capilla Mayor de la catedral, frente al sepulcro de Alfonso X. Su estancia en la ciudad duró varios días.
En 1555 se creó uno de los primeros colegios jesuitas de toda España por iniciativa del obispo Esteban de Almeyda. El colegio de San Esteban es actualmente la sede del Gobierno autonómico, siendo denominado Palacio de San Esteban. El panorama de centros docentes en la ciudad se completó con la fundación en 1592 del Seminario Mayor de San Fulgencio, además del Colegio de la Anunciata en 1599, ambos debidos a la iniciativa del obispo Sancho Dávila Toledo.

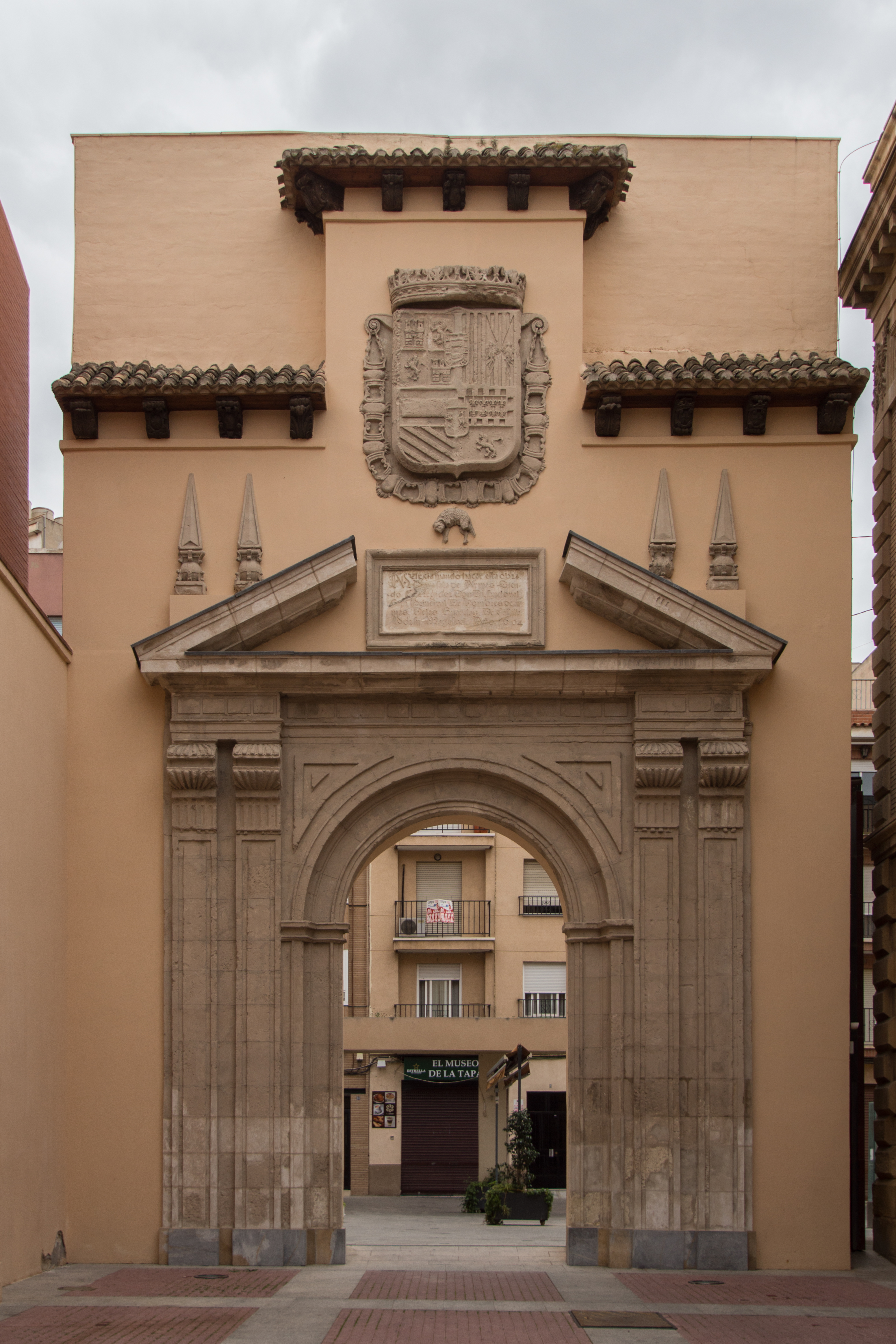
Portada del Contraste de la Seda, construido entre 1601 y 1608 como organismo regulador del comercio sedero. Derruido en 1932, actualmente conserva sus portadas en el Museo de Bellas Artes de Murcia.

El retraso murciano en la llegada de la crisis
Durante el reinado de Felipe II, tropas murcianas bajo mando de Luis Fajardo, III marqués de los Vélez y adelantado del Reino de Murcia, ayudaron a sofocar la rebelión morisca en el Reino de Granada. Este hecho hará que se le conceda a Murcia el título de Muy noble y muy leal.
El conflicto de las Alpujarras supondrá así mismo el hundimiento del sector sedero granadino, y en consecuencia, el auge de la seda murciana que permitirá a la ciudad y su reino esquivar los efectos de la crisis finisecular del XVI a diferencia de Castilla. De hecho, la crisis no llegaría a Murcia hasta la tercera década del siglo XVII, por lo que durante los primeros años de esa centuria se edificó el Contraste (lonja) de la Seda y se reconstruyó el Almudí o pósito de trigo, símbolos del auge sedero murciano de la época.
Según el censo de 1591, la ciudad de Murcia contaba con 16.000 habitantes, siendo por tanto una de las urbes más pobladas de la Corona de Castilla tras Sevilla, Madrid, Granada, Toledo, Valladolid, Córdoba y Salamanca.
En el año 1613, Felipe III decidió la expulsión de los moriscos murcianos que todavía quedaban en las diseminadas aljamas de la huerta y que tan vitales fueron para la producción sericícola, lo que supuso un golpe económico y demográfico.
En el año 1648 una epidemia de peste proveniente de Valencia generó multitud de víctimas en la ciudad de Murcia. Situación que se agravó en 1651 cuando la ciudad fue arrasada por una avenida del río Segura que causó más de 1000 muertos, conocida como riada de San Calixto. Sin embargo, en 1654 fue fundada la Real Fábrica del Salitre por orden de Felipe IV para revitalizar la ciudad tras el desastre vivido, levantándose el complejo en la antigua calle de la Acequia (actual calle Acisclo Díaz).

### SigloXVIII
El 26 de septiembre de 1701, una riada del Segura destruyó el puente que unía la ciudad con la margen derecha del río y que servía de comienzo al camino real de Cartagena. Tras muchos retrasos en 1718 se iniciaron las obras de un puente nuevo que, concluido en 1742, es el más antiguo de los que hoy se conservan en la ciudad y que debido a esa circunstancia recibe el nombre de Puente Viejo.

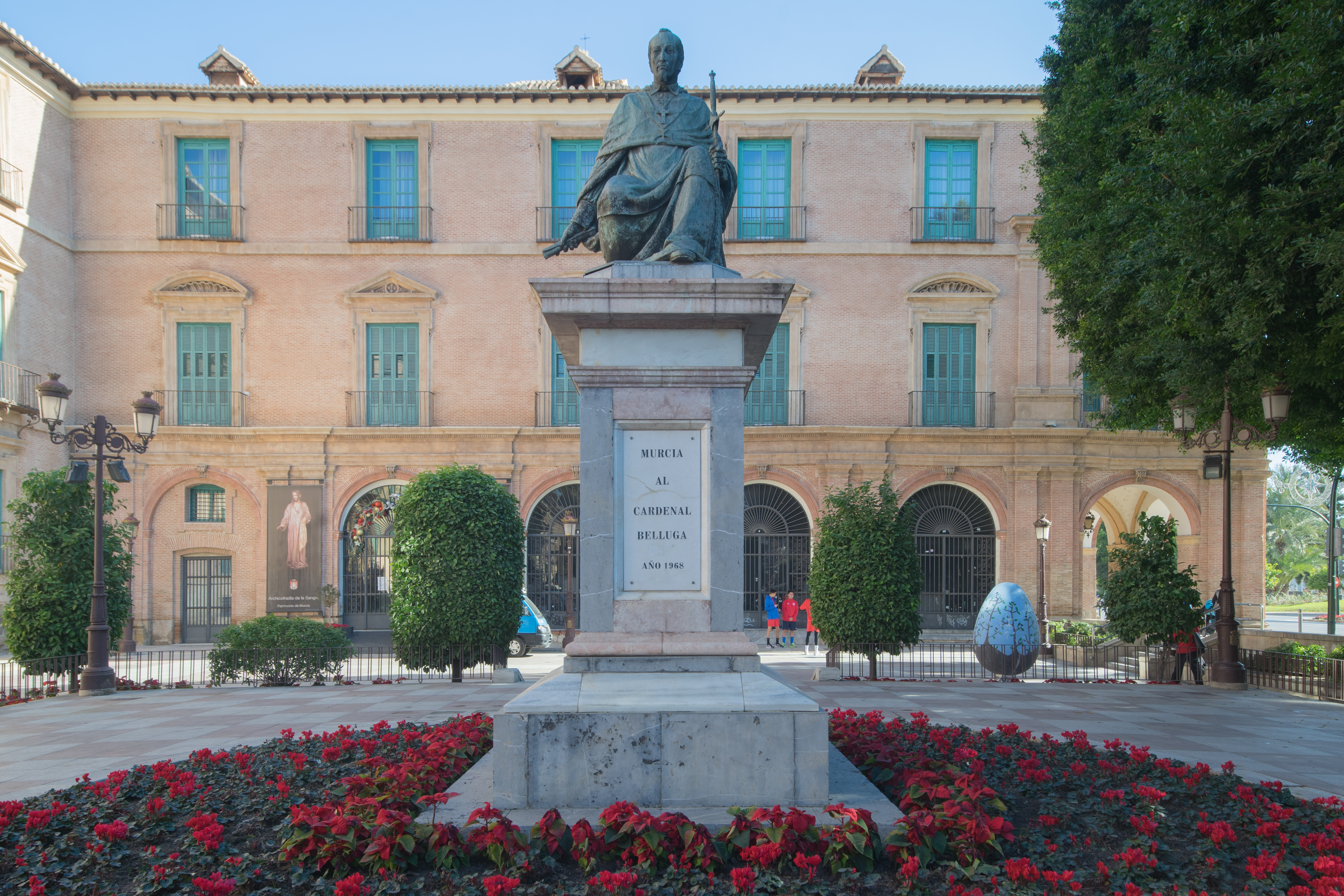
Estatua del Cardenal Belluga en La Glorieta.

La Guerra de Sucesión y el Cardenal Belluga
En el año 1705 fue nombrado obispo de Cartagena Luis Belluga y Moncada, figura que sería clave no solo para la ciudad de Murcia sino para el conjunto del reino en la primera mitad del siglo XVIII. En el contexto de la Guerra de Sucesión Española fue el artífice del triunfo de la causa borbónica en la ciudad, por lo que se tuvo que enfrentar a varios regidores austracistas. En 1706, nombrado virrey de Murcia y Valencia por Felipe V,  organizó la defensa de la ciudad ante el avance de la causa del archiduque Carlos en el sureste, ya que los ingleses habían tomado Cartagena y Elche, y en la cercana Orihuela el Marqués de Rafal proclamó rey al candidato Habsburgo. Ante una ciudad cercada, Belluga ordenó la inundación intencionada de la huerta para evitar que Murcia fuera tomada y organizó las milicias que vencieron en la batalla del Huerto de las Bombas, a las afueras de Murcia. Esta victoria supuso un giro en la Guerra de Sucesión, comenzando un avance de la causa borbónica a nivel nacional que culminaría en la batalla de Almansa.
Concluida la guerra, el reformismo borbónico característico de la nueva dinastía quedó reflejado en diversas obras como el importante Canal del Reguerón; proyectado en 1734 por Sebastián Feringán, con el que se desvió el cauce del río Guadalentín para hacerlo desembocar en el río Segura aguas abajo de Murcia y así reducir el peligro de inundaciones en la ciudad.
En la segunda mitad del siglo XVIII, el murciano José Moñino Redondo, conde de Floridablanca fue nombrado Secretario de Estado de Carlos III. Floridablanca favoreció notablemente a la tierra que le vio nacer a través de infraestructuras y medidas de carácter ilustrado.
El Siglo de Oro murciano

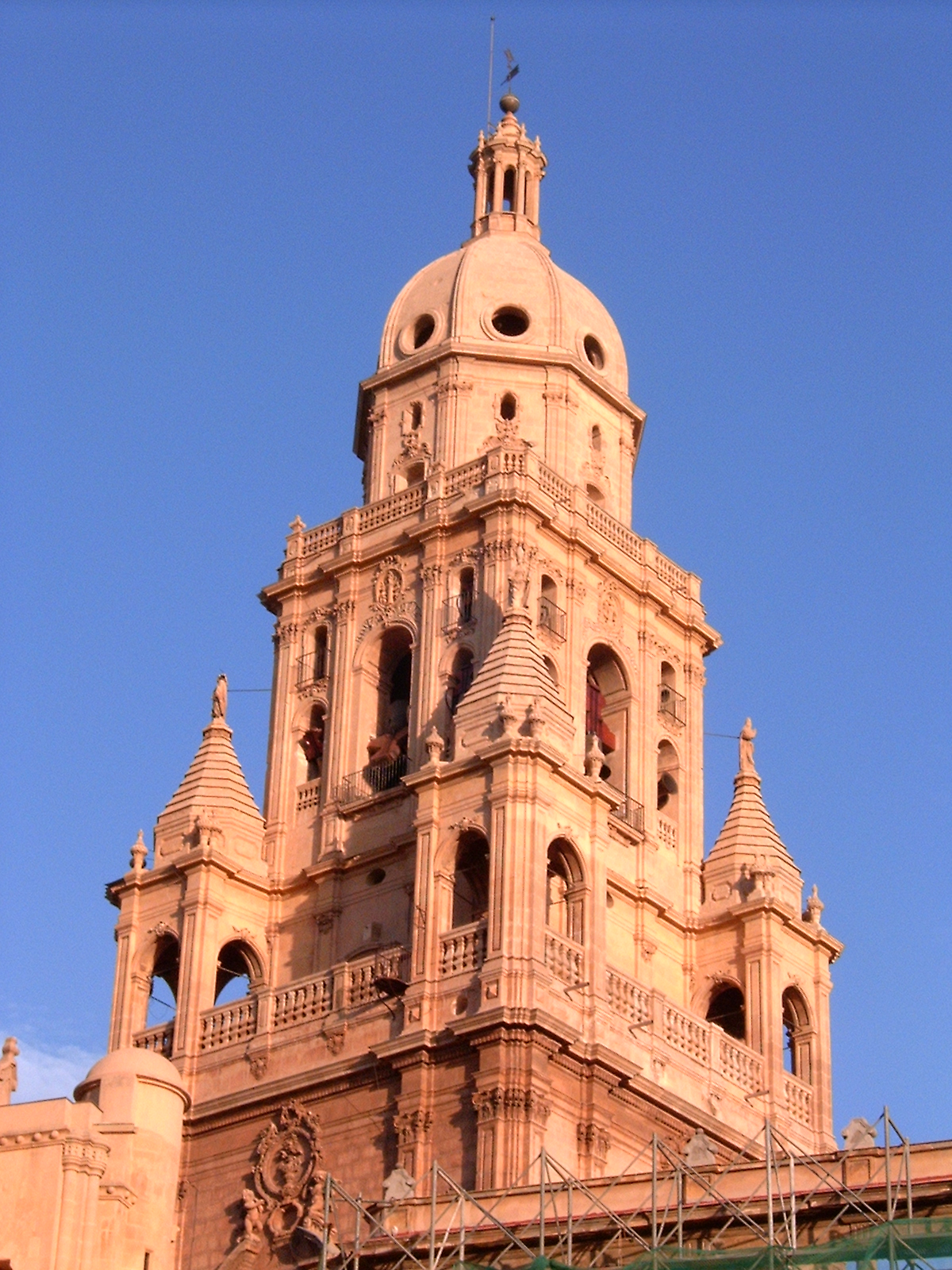
Torre-campanario de la Catedral de Murcia.

Durante el siglo XVIII Murcia vivió una importante expansión económica. La base de este crecimiento se cimentó en un impulso agrícola basado así mismo en el aumento de la superficie cultivada. Las roturaciones provocaron una mayor extensión de la huerta de Murcia y de cultivos de secano en la zona de campo, algo que trajo consigo la aparición de asentamientos humanos en dichas áreas (el origen de muchas de las actuales pedanías).
Como afirma el historiador Rodríguez Llopis, Murcia alcanzó a finales de siglo la cifra de 70.000 habitantes, casi tres veces más población de la que disfrutaba a principios del setecientos. En este contexto de riqueza continuó teniendo un importante papel el comercio de la seda, de hecho en 1770 se instaló en Murcia la Real Fábrica de Hilar Sedas a la Piamontesa.
La boyante coyuntura quedó reflejada en las artes y el urbanismo de la ciudad.
El siglo comenzó con la finalización de la Iglesia de San Miguel (1691-1712), al igual que con la nueva Iglesia conventual de la Merced (1705-1713). Siguiendo estos modelos se reconstruyeron antiguos conjuntos monásticos como el de las Agustinas (finalizado en 1729), el Monasterio de los Jerónimos (1702-1738) en la huerta de Guadalupe, el Convento de Santa Ana (1728-1738) o el Convento de Santo Domingo (1722-1745).
Sin embargo, las obras que revolucionaron la ciudad fueron las de la nueva fachada principal de la Catedral o Imafronte, obra maestra del barroco español, diseñada por Jaime Bort en 1737 y finalizada en 1754, cuya influencia se extendió a la reconstrucción de parroquias como las de San Nicolás (1736-1743), Santa Eulalia (1753-1766), o conventos como los Agustinos; hoy Iglesia de San Andrés (1748-1762), el Carmen (finalizado en 1769) o la nueva iglesia del Hospital de San Juan de Dios (1764-1781). A partir de 1765 se retomaron las obras de la Torre de la Catedral, gracias a algunos de los arquitectos que trabajaron en la fachada catedralicia como José López.

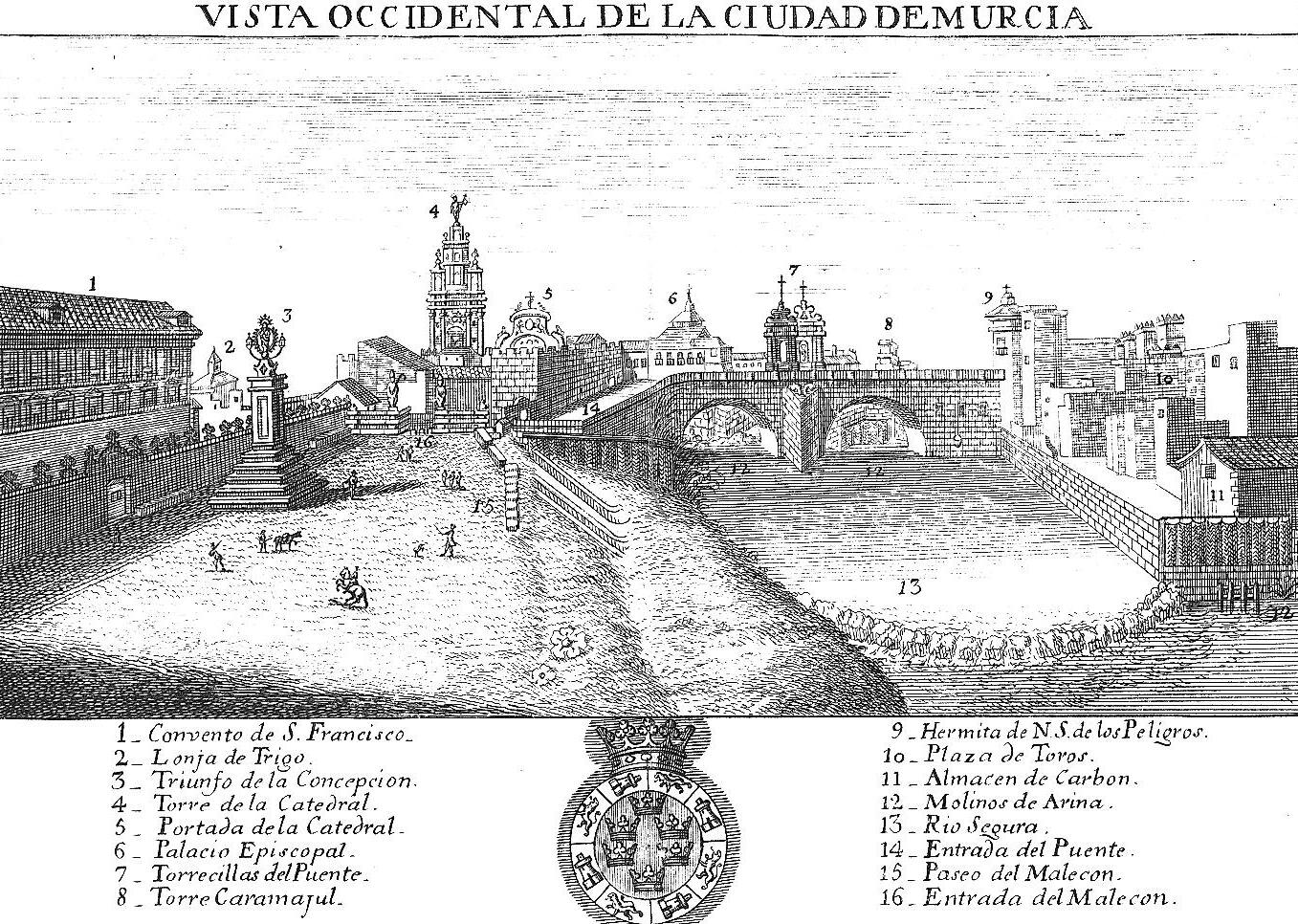
Vista occidental de la ciudad de Murcia en 1778, por Bernardo Espinalt, publicada en el Atlante Español

A pesar del auge de la arquitectura barroca dieciochesca con toques de refinamiento rococó, el neoclasicismo comenzó a aparecer en la ciudad con la reconstrucción de la Iglesia de San Juan Bautista (1750-1777), estilo con el que se iniciaron las obras de la Iglesia de San Bartolomé en 1767 y se concluyeron las de la Torre de la Catedral en 1793, con diseño de Ventura Rodríguez, autor al que también se debe la reconstrucción de la Iglesia de San Lorenzo (1788-1810).
También se edificaron numerosos palacetes por parte de la aristocracia local, como el Palacio de los Pérez Calvillo en estilo barroco tradicional murciano, el Palacio Fontes y Palacio Vinader con toques rococó, o el Palacio de Floridablanca y el de González Campuzano en unas formas más neoclásicas.
Desde el punto de vista del urbanismo, fueron creados el paseo del Arenal (actual Glorieta) y la Plaza de Belluga, articulados ambos espacios en torno al nuevo y majestuoso Palacio Episcopal (1748-1768), diseñado por autores que trabajaron en la referida fachada catedralicia y que también diseñaron otros inmuebles que forman un conjunto con el referido palacio, como el Antiguo Colegio de Teólogos de San Isidoro (1742-1767) y el Seminario Mayor de San Fulgencio (1753-1772).
El antiguo muro de contención para los desbordamientos del río fue reconstruido y convertido en paseo, el actual paseo del Malecón. La expansión motivó que el asentamiento humano en la margen derecha del Segura se afianzara; el conocido barrio del Carmen, en donde se diseñaron alamedas y una plaza cuadrada con funciones de plaza de toros, la actual plaza de Camachos (1769).

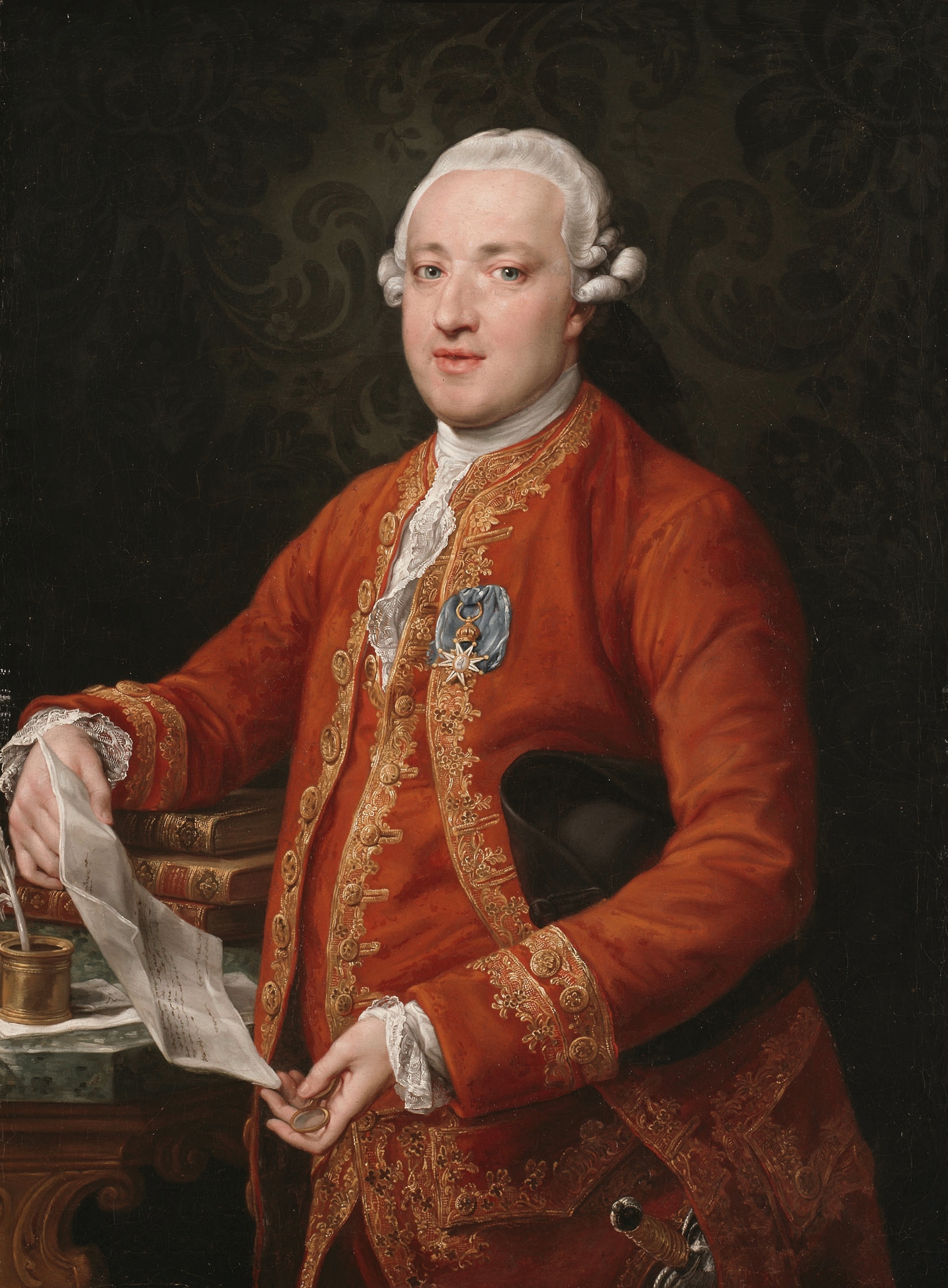
José Moñino, conde de Floridablanca, pintado por Pompeo Batoni.

El artista que mejor representa el Siglo de Oro fue el escultor murciano Francisco Salzillo, cuya fecunda actividad abarcó casi toda la centuria, creando la escuela murciana de escultura de la que formaron parte multitud de artistas y que continúa hoy día. No solo elaboró imaginería para distintas Cofradías sino también retablos para muchos de los templos mencionados y el famoso belén para la familia Riquelme expuesto en el Museo Salzillo junto a los pasos de la Cofradía de Jesús Nazareno.

## Edad Contemporánea

### SigloXIX
En el año 1802 se produjo la fatídica rotura de la presa del pantano de Puentes, en el alto Guadalentín, que arrasó el valle del mismo nombre y llegó hasta la huerta de Murcia provocando cuantiosos daños, incluida la desaparición total de la pedanía de Buznegra. A finales del mismo año, la ciudad recibiría la visita de Carlos IV y su familia.
La Guerra de la Independencia
Con el estallido de la Guerra de la Independencia española en 1808, en la ciudad de Murcia se creó una Junta Suprema que pretendió extender su autoridad en todo el Reino de Murcia ante la ausencia del poder real. El ya anciano conde de Floridablanca; que se encontraba retirado en Murcia, formó parte de la misma y fue uno de los representantes murcianos en la Junta Suprema Central que se reunió en Aranjuez y de la que fue nombrado presidente.
En 1810 se produjo la primera entrada de tropas francesas en el reino de Murcia desde el comienzo de la contienda. Dirigidas por Sebastiani, el día 24 de abril entraron en la ciudad, siendo saqueada brutalmente. Las autoridades habían huido previamente a Alicante por lo que el representante de las mismas que permaneció en Murcia fue asesinado por la multitud enfurecida. Para colmo de los males, en 1811 se desató una terrible epidemia de fiebre amarilla que generó numerosas muertes.
En enero de 1812 las tropas francesas del general Soult entraron también en la ciudad. En la calle de San Nicolás se produjo un encontronazo entre los soldados de Soult y las milicias del general Martín de la Carrera, que murió en dicho combate.
Murcia, ciudad liberal

Itinerario seguido por las tropas de Riego y focos revolucionarios liberales en 1820.

Tras la Restauración absolutista en España acontecida en 1814, la ciudad fue epicentro de un intento de pronunciamiento liberal en 1817, organizado por Juan Van Halen y por José María de Torrijos y Uriarte, que en 1814 había sido nombrado Gobernador militar de Murcia, Cartagena y Alicante, pero la conspiración fue descubierta y sus protagonistas detenidos.
Torrijos acabó en la cárcel de la Inquisición de Murcia. Allí pasaría los dos años siguientes, aunque no abandonó la actividad conspirativa gracias a su esposa que lo visitaba en la cárcel y le hacía llegar papeles clandestinos, según narró ella misma, "bien metiendo los papeles dentro de los huesos de la carne, o en el mango de los cuchillos de plata o en el dobladillo de los manteles y servilletas".
En 1820, la causa de liberalismo en la ciudad tuvo como protagonista al vizconde de Huertas. En febrero de aquel año, tras el alzamiento de Riego, el vizconde orquestó con campesinos de la huerta y algunos militares el asalto a la prisión para liberar a los presos políticos, como Torrijos. En marzo, junto con comerciantes de la ciudad como los Starico, Estor y Braco, el vizconde y Torrijos obligaron al consistorio a jurar la constitución de 1812. Esto convirtió a Murcia en una de las ciudades españolas sublevadas en la Revolución de 1820 que dio paso al Trienio Liberal.
Con la creación de las actuales provincias en 1833 a través de la reforma liberal de Javier de Burgos, Murcia se convirtió en capital de la de igual nombre, mientras que el antiguo Reino de Murcia desapareció para dar paso a la provincia de Murcia y a buena parte de la Albacete, constituyendo ambas la Región de Murcia biprovincial.
En el 1836, el entonces amplísimo término municipal vivió la segregación de varias pedanías del alejado Campo de Murcia: los nuevos ayuntamientos de Torre Pacheco, San Javier y San Pedro del Pinatar. Esto supuso que el municipio de Murcia dejara de tener salida al mar, algo que disfrutaba desde tiempos medievales. También se vivió la segregación -ya producida en algún caso durante el Trienio Liberal- de numerosas pedanías de la huerta, tales como La Alberca, Algezares, Aljucer, Beniaján, Era Alta, Espinardo, El Palmar, La Raya, Santa Cruz, Santomera y Voz-Negra. Sin embargo, éstas volvieron a formar parte del municipio a partir de 1854.
Las mejoras urbanas
A través de la desamortización de Mendizábal numerosos conventos y monasterios de la ciudad fueron exclaustrados, tales como la Merced, la Trinidad, los Dominicos o el Carmen. Este hecho dio pie a diversas reformas urbanas, como la creación de la hoy llamada plaza de Santa Isabel sobre el derruido convento de las Isabelas, o la fundación del Instituto Provincial en 1837 (tercero de los creados en España) en la sede del Antiguo Colegio de Teólogos de San Isidoro.
Otro símbolo de los nuevos tiempos fue un proceso ya iniciado siglos atrás, el derribo de los restos del recinto amurallado, sobre todo de sus puertas, uno de los pocos elementos que habían permanecido, dando fin a tan importante rasgo de la fisonomía urbana de Murcia.
En el año 1840 se creó una universidad en la ciudad, la llamada Universidad Literaria, precursora de la actual, que acabó por cerrar ante la falta de financiación del poder central.
En 1843 tuvo lugar en Valencia el pronunciamiento moderado encabezado por el mariscal de campo Ramón María Narváez contra el regente Baldomero Espartero. El general Antonio Ros de Olano trató de extender el levantamiento contra los progresistas sobre la provincia de Murcia avanzando desde Cartagena al frente de 4000 efectivos. A pesar de que esperaba ocupar la capital provincial sin mayores contratiempos hubo de retirarse a causa de la resistencia opuesta por el marqués de Camachos. Sin embargo, el triunfo progresista en la ciudad se tornó estéril en vista de que la insurrección moderada había tenido mejor fortuna en el resto del país, por lo que Murcia terminó por capitular.

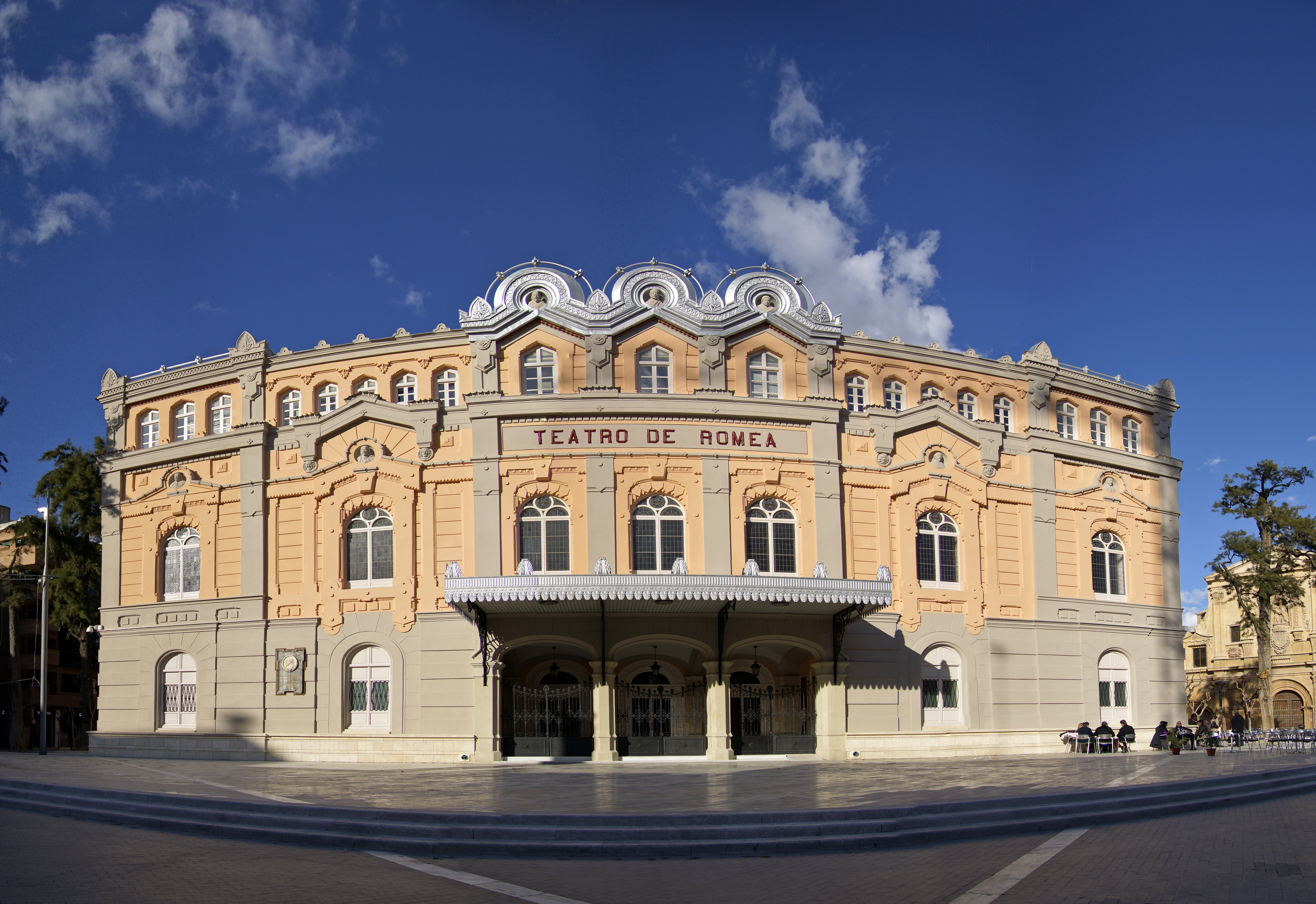
Fachada del Teatro Romea, inaugurado en 1862 por Isabel II.

En el 1847 se constituyó el Casino de Murcia, sociedad burguesa que en 1853 comenzó a construir el lujoso inmueble que hoy día le sirve de sede.
En 1849, por iniciativa del alcalde don Salvador Marín Baldo, se reformaron las antiguas alamedas del viejo partido de San Benito; también llamado barrio del Carmen, dando lugar al histórico jardín de Floridablanca.
En 1862 comenzaron a discurrir trenes entre Murcia y Cartagena en un viaje inaugural que contó con la presencia de Isabel II, y en 1865 la ciudad ya estaba conectada por ferrocarril con Albacete y Madrid gracias a la línea Chinchilla-Cartagena. La llegada de este medio de transporte supuso una ampliación urbana hacia el sur, desarrollándose más aún el mencionado Barrio del Carmen, en donde se ubicó y se ubica hoy la estación.
La misma monarca también inauguró en 1862 el Teatro de los Infantes; edificado sobre terrenos del desamortizado convento de Santo Domingo, señero templo de la interpretación conocido hoy día como Teatro Romea, en honor al actor murciano del XIX Julián Romea.
El periodo revolucionario

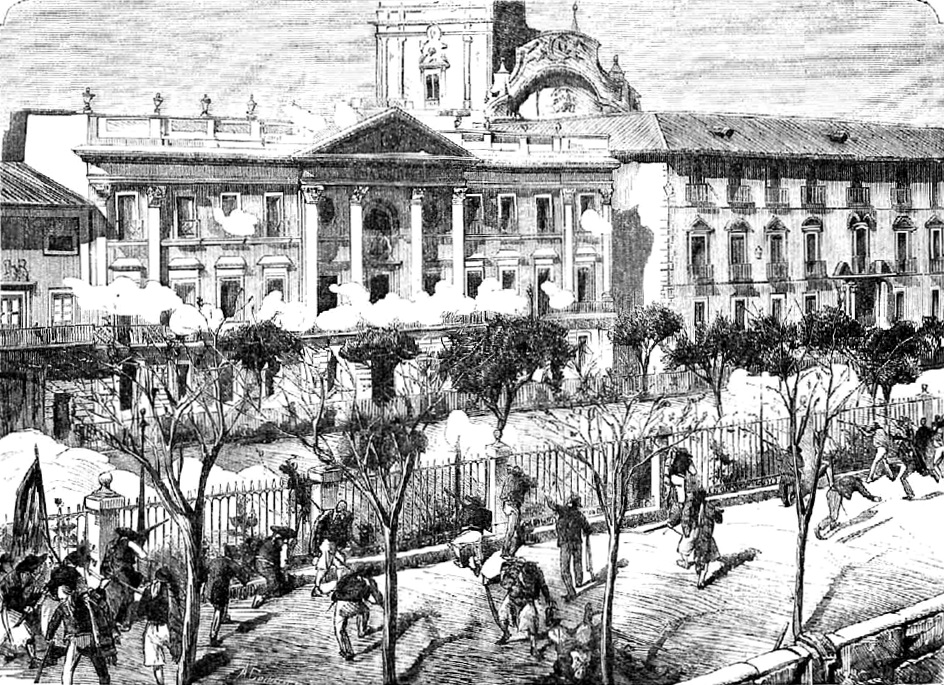
Toma del Ayuntamiento y del Gobierno civil por los insurrectos de Antonete, en La Ilustración Española y Americana (1872).

Durante el Sexenio Democrático, tras el derrocamiento de los Borbones que trajo consigo la Revolución de 1868, se produjeron dos levantamientos en Murcia en favor de la república federal contra la nueva monarquía que planteaba la Constitución española de 1869, así como por la supresión de las temidas quintas o reclutamientos militares y la eliminación del impuesto de consumos, ambos levantamientos dirigidos por el revolucionario murciano Antonio Gálvez Arce, conocido popularmente como Antonete Gálvez.
El primer levantamiento tuvo lugar en 1869, donde Gálvez y sus partidarios de Torreagüera y Beniaján intentaron tomar la ciudad, siendo frenados por la Junta Revolucionaria pro-gubernamental dirigida por Jerónimo Torres, refugiándose entonces en las cumbres del monte Miravete, en la Cordillera Sur. El gobernador de Murcia mandó formar a todas las compañías para reducir a los rebeldes, que finalmente fueron desbaratados, teniendo Gálvez que exiliarse a Argel.
Antonete entró de nuevo en la ciudad de Murcia en 1872, en una osada acción militar que despertó la simpatía de los sectores populares, aunque sin consecuencias duraderas al ser rechazado por el ejército hacia la sierra y verse obligado a embarcar hacia Orán. Poco tiempo después, en febrero de 1873, sería proclamada la I República española entre muestras de júbilo tras la abdicación de Amadeo I.

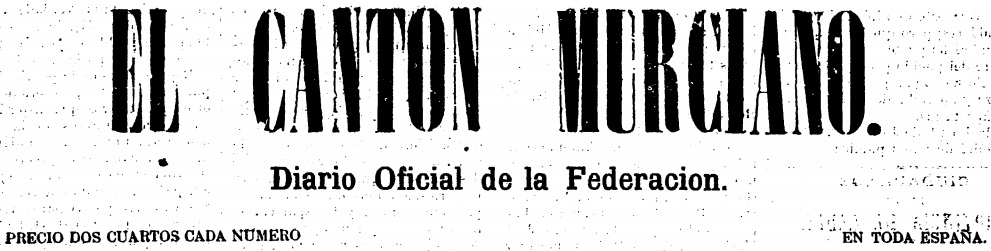
Cabecera del periódico El Cantón Murciano, editado en Cartagena en 1873.

El 13 de julio de 1873 se constituyó en la ciudad la denominada Junta revolucionaria del Cantón Murciano, adhiriéndose de esta forma al ente creado en Cartagena el día anterior. En la mañana del 15 de julio se publicaron los acuerdos adoptados por dicha "Junta" entre las que se incluía el izado de la bandera roja en el Ayuntamiento y luego en el Palacio Episcopal, que quedó convertido en sede de la misma.
La Revolución Cantonal duró en la capital del Segura hasta el 12 de agosto, cuando la cercanía de las tropas centralistas de Martínez Campos tras la derrota de la batalla de Chinchilla motivó la huida de los revolucionarios a la fortificada Cartagena.
Desastres y avances finiseculares

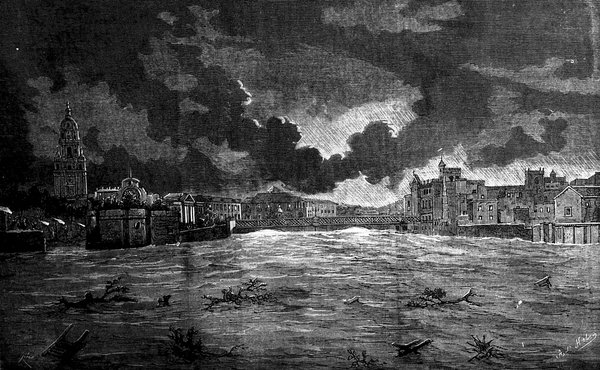
Grabado de la riada de Santa Teresa a su paso por Murcia el 15 de octubre de 1879.

El 15 de octubre de 1879 acaeció la riada de Santa Teresa, una de las mayores de la historia de Murcia, la región murciana y toda la cuenca del Segura, que produjo cerca de 800 muertos en la ciudad y su huerta. El río Segura llegó a superar el Malecón, alcanzando los 10 metros de altura frente al Almudí. Los daños fueron tales que motivaron campañas de ayuda en toda Europa, entre la que destaca la publicación de la revista benéfica París-Murcie con grabados de Gustave Doré. Con motivo de la riada Alfonso XII visitó la ciudad.
En 1884 la ciudad de Murcia quedó unida con Alicante por vía férrea gracias a la línea Murcia-Alicante, conectando también a las localidades cercanas de Orihuela y Elche. En 1885 se inauguró la línea Alcantarilla-Lorca a través del valle del Guadalentín. Desde Almendricos la línea se bifurcó, enlazando con la localidad murciana de Águilas en 1890, y con Andalucía a partir de 1894.
En 1897 comenzaron las obras del Puente Nuevo o de Hierro, que sería el segundo puente urbano sobre el Segura tras el Puente Viejo.

### Primeros años delsigloXX(1901–1930)

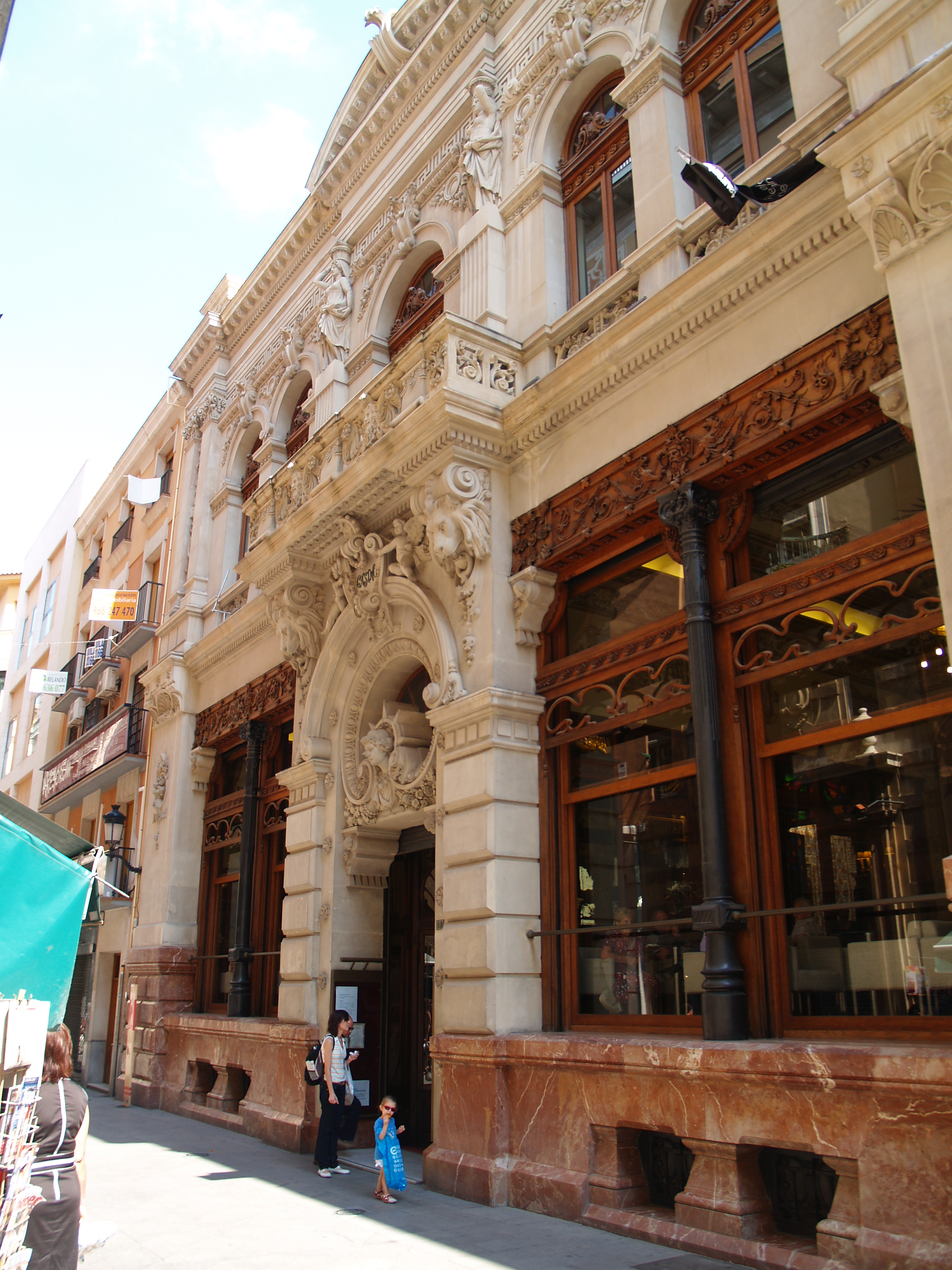
Fachada del Casino de Murcia, obra de Pedro Cerdán. Principios del.

En el año 1902 fue inaugurado el Puente Nuevo o de Hierro, que comunica el barrio de San Juan con el del Carmen.
En esta época también se concluyen las obras del Casino de Murcia; centro de reunión de la burguesía de la capital, con la finalización de la fachada de estilo ecléctico de la calle Trapería.
En el año 1908 se inauguraron los jardines fluviales de Ruiz Hidalgo, situados entre el cauce del río y el antiguo muro de contención de la margen izquierda, cuya entrada se encontraba enfrente del Martillo del Palacio Episcopal. Fueron ideados por el ingeniero forestal Ricardo Codorníu y Stárico.
A finales de 1914 se produjo la creación oficial de la actual Universidad de Murcia, hito largamente esperado por la sociedad murciana del momento, inaugurándose su primera sede en el Instituto Provincial en 1915. En 1920 pasó a ocupar el edificio de las Escuelas Graduadas del Carmen.
Durante los años 20 fue elaborado el primer proyecto de ampliación urbana de Murcia. Conocido como Plan Cort por su autor, el arquitecto César Cort, incluía también una serie de reformas en el casco histórico, como la llamada Gran Vía interior (la hoy denominada popularmente calle Correos), cuyos primeros derribos para su construcción se realizaron en 1927 (aunque los últimos tendrían lugar en 1949, cuando la calle ya quedó completamente trazada).

### Segunda República y Guerra Civil (1931–1939)
En las elecciones municipales de abril de 1931 se produjo la victoria del bloque antimonárquico en Murcia. De los 46 concejales asignados a los diez distritos en que se dividía el municipio,  la coalición antimonárquica obtuvo 26 puestos por 20 de los monárquicos. José Ruiz del Toro, presidente provincial del PSOE, tomó posesión del ayuntamiento como alcalde dirigiéndose al Gobierno Civil para instar al gobernador a proclamar la república. Importante papel en la proclamación tuvo también Mariano Ruiz-Funes, catedrático de la Universidad de Murcia, presidente provincial del Grupo de Acción Republicana, ponente de la Constitución de 1931 y posterior ministro de agricultura de la Segunda República.
En los disturbios del 11 de mayo de 1931 con motivo de la inauguración en Madrid del Círculo Monárquico y los incidentes posteriores, en la ciudad de Murcia se produjo el asalto e incendio del antiguo Convento de los Franciscanos (hoy desaparecido).

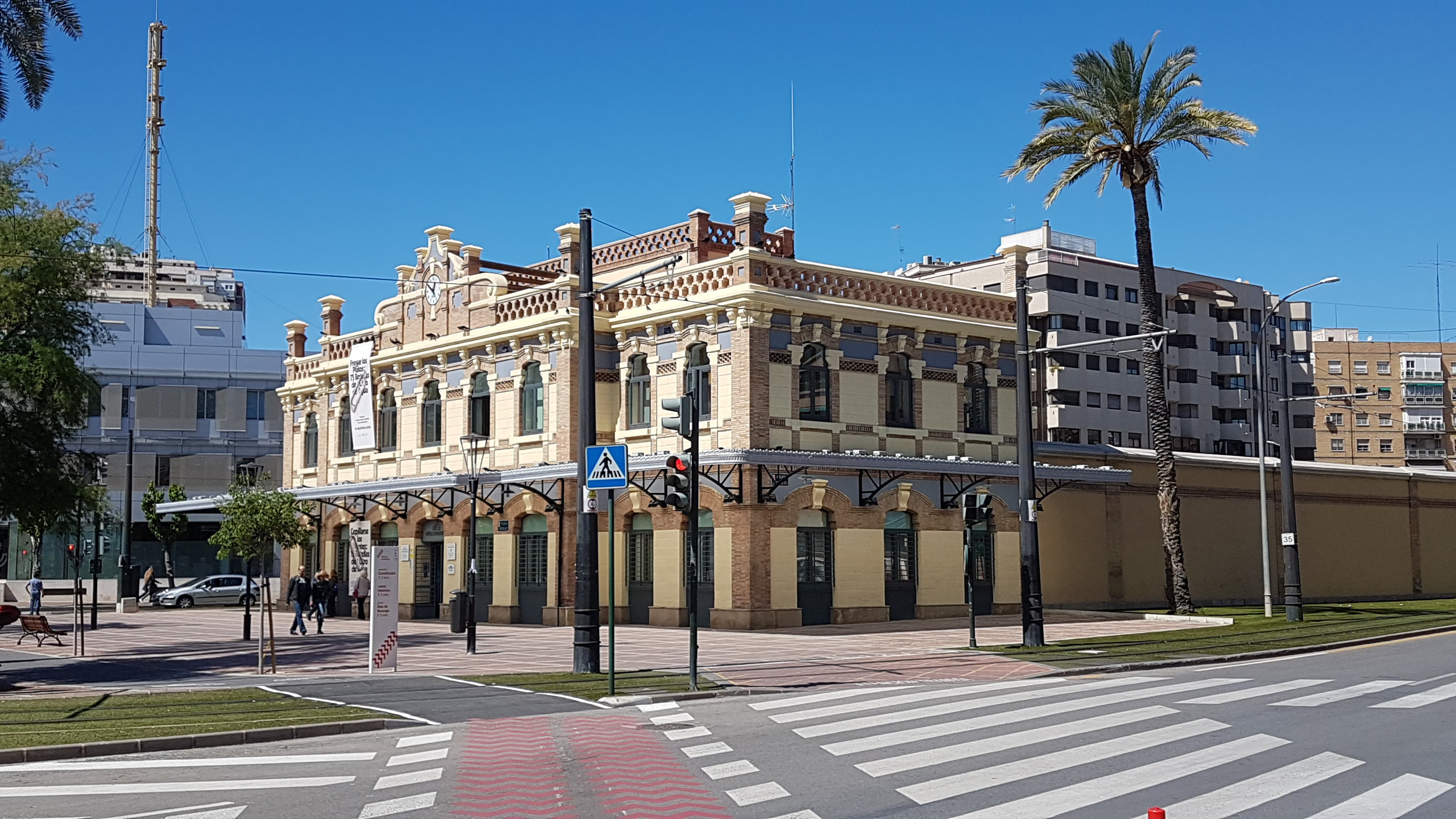
La estación de Zaraiche, cabecera de la línea férrea a Caravaca, fue inaugurada en 1933

Las elecciones a Cortes constituyentes de junio de 1931 confirmarían el triunfo de la coalición republicana-socialista, que fue absoluto en la capital y en toda la provincia.
En 1933 fue inaugurada la vía férrea Murcia-Caravaca, así como la nueva estación terminal de Zaraiche, situada al norte de la ciudad de entonces. Este ferrocarril comunicaba a Murcia con pueblos de la vega como Espinardo (ahora barrio), Molina de Segura y Alguazas, y las comarcas del río Mula y del Noroeste (Bullas, Cehegín y Caravaca).
En aquel mismo año el ayuntamiento aprobó el definitivo proyecto del ensanche norte de la ciudad, que incluía una importante ronda que debía comunicar la Carretera de Madrid (desde la plaza de las Puertas de Castilla) con la Carretera de Alicante (en el cruce de las Atalayas); las actuales Ronda Norte y Levante. Proyecto que incluía la construcción de una gran plaza situada en las proximidades de dos infraestructuras recién inauguradas, la hoy denominada Cárcel Vieja y la estación de Zaraiche (la que sería Plaza Circular). Para conectar esta espacio urbano con el centro de la ciudad también se aprobó la realización de una avenida que uniera esta nueva plaza con la de Santo Domingo, la Gran Vía Alfonso X, demoliéndose en agosto de 1936 el antiguo Palacio de los Marqueses de los Vélez para poder ser trazada.
En las elecciones de 1936 se produjo la victoria en la ciudad del Frente Popular. La izquierdas lograron el 60% de los votos, las derechas el 26% y el centro el 11%.

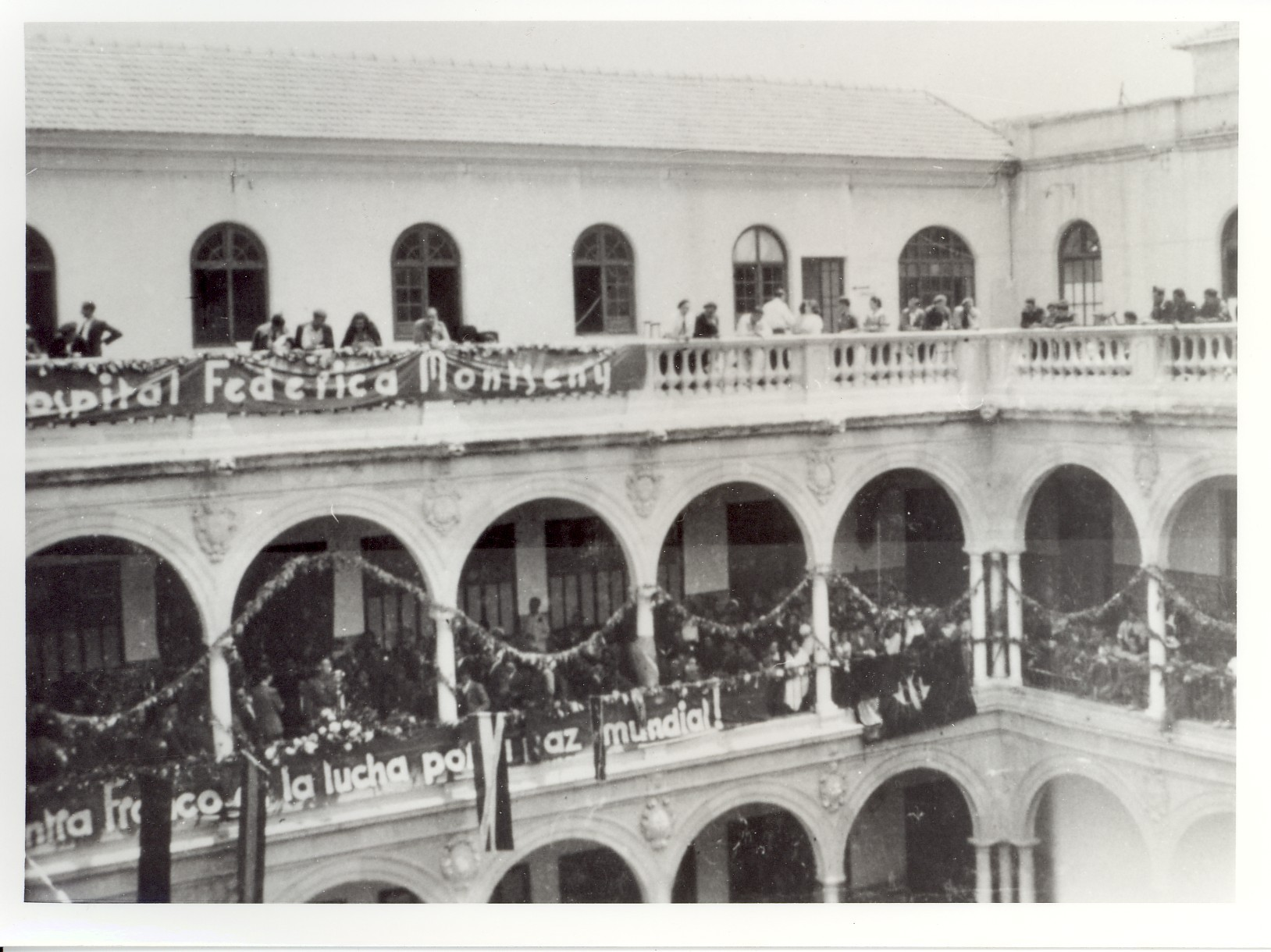
Hospital de guerra Federica Montseny, instalado en la Universidad de Murcia en 1937

Durante el pronunciamiento del 17 y 18 de julio de 1936, la indecisión de las autoridades militares y civiles ante la situación generada se vio sobrepasada por la actuación popular. El Cuartel de Artillería fue rodeado por los obreros de la capital para frenar cualquier acción golpista provocando el fracaso de la sublevación en la ciudad.
Durante la guerra civil Murcia permaneció fiel a la República hasta el 28 de marzo de 1939, cuando tras la caída de Madrid, el conservador y exdiputado republicano Francisco Medina Clares se autonombró gobernador civil, propiciando la apertura de las cárceles y el dominio de la calle por grupos falangistas. Al día siguiente entraron en Murcia las tropas de la 4.ª División de Navarra comandadas por Camilo Alonso Vega.

### Dictadura franquista y desarrollismo (1939–1975)
La represión franquista en los primeros momentos de la dictadura se hizo notar con la detención y posterior fusilamiento del alcalde de Murcia durante el bienio 1936–1938, el socialista Fernando Piñuela.

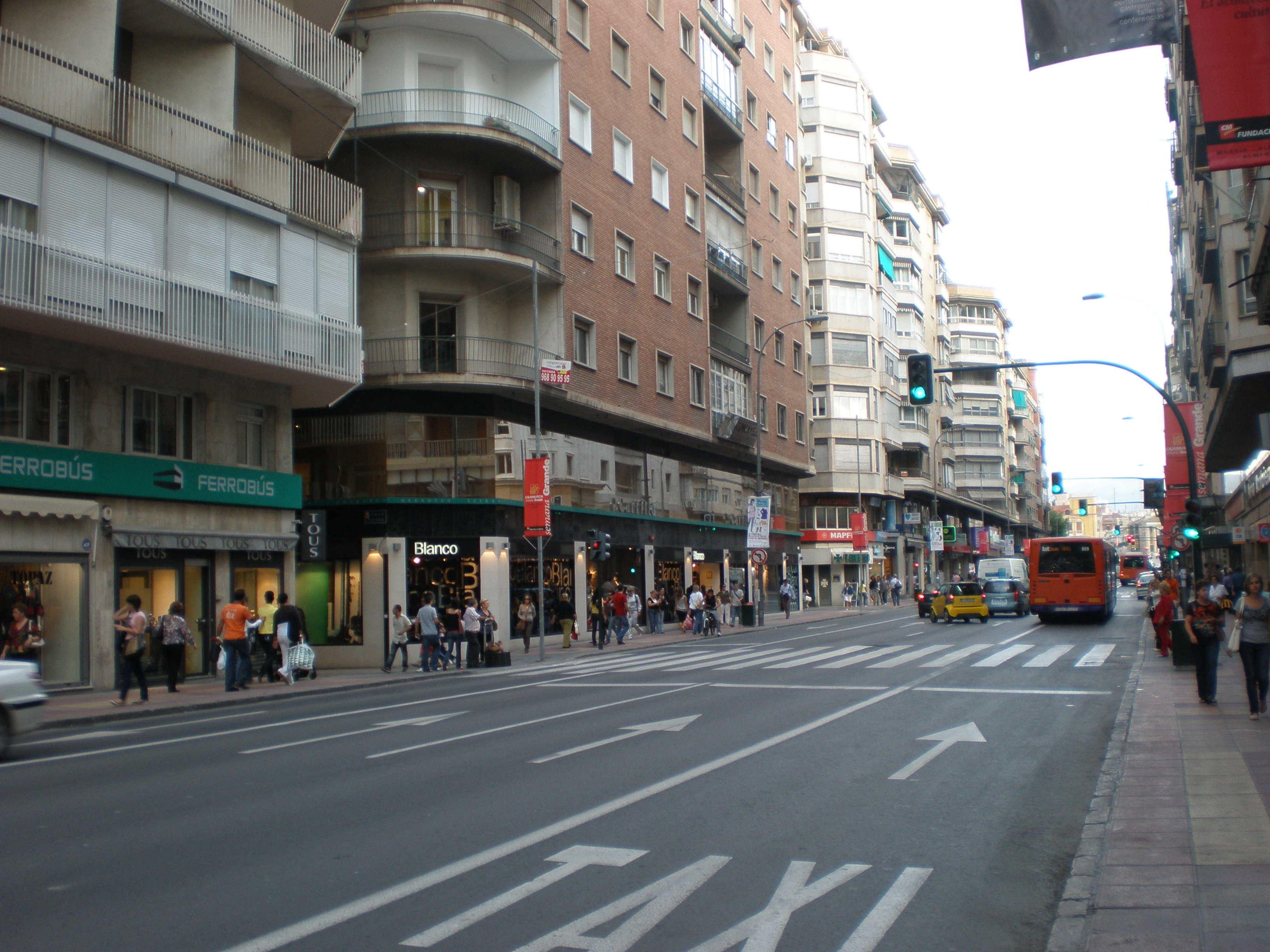
La Gran Vía, polémica arteria cuya construcción dio comenzó en 1953.

A comienzos de los años 40 quedaron finalmente abiertas tanto la Gran Vía Alfonso X como la Plaza Circular, además se elaboró otro plan de expansión y ordenación urbana, el Plan Blein. A través de este plan la ciudad de Murcia superó los tradicionales límites de su casco antiguo y del barrio del Carmen al otro lado del río, creándose los nuevos barrios de Vistabella (cuya primera fase se construyó entre 1941 y 1948) y Santa María de Gracia (inaugurado en 1953), áreas antiguamente de huerta.
A finales de dicha década y comienzos de los años 50 se desarrollaron los nuevos viales para tráfico rodado en las zonas de expansión que ya habían sido planificados con anterioridad, las conocidas rondas. Más polémicos fueron los nuevos viales que se abrieron en pleno casco antiguo, como la Avenida de José Antonio, actual Gran Vía Salzillo, comenzada en 1953, expresión máxima del desarrollismo franquista que supuso la demolición entre otros monumentos de los Baños Árabes de Madre de Dios y un daño irreparable para el centro histórico de la ciudad.
En 1956 comenzaron los trabajos del nuevo encauzamiento del río Segura en su tramo urbano, que trajo consigo la desaparición de los jardines fluviales de Ruíz Hidalgo. 
La ciudad aumenta considerablemente el número de habitantes censados durante el milagro económico español (1959-1973), aunque el municipio perdió población en la década de 1960. Precisamente en 1960, con motivo de la expansión urbana de la ciudad, la pedanía de Espinardo; villa desde 1618 y municipio independiente hasta 1856, pasó a ser un barrio de Murcia. La parte que no se anexionó formó la pedanía de El Puntal. A finales de la década se construyó el Puente de la Fica. A comienzos de los años 70 fue el turno del antiguo Puente del Hospital y de la Pasarela Miguel Caballero.

### Transición y democracia (1975–2000)
En 1978 se produce la segregación de la pedanía de Santomera, que pasó a formar un municipio independiente junto a los núcleos de El Siscar y La Matanza.

Reparto de concejales en las primeras elecciones municipales de 1979. El PSOE obtuvo 13 concejales, la Unión de Centro Democrático 12 y el Partido Comunista de España 2 concejales.

En las primeras elecciones municipales de la Transición celebradas en 1979, el PSRM-PSOE fue el partido más votado por lo que el socialista José María Aroca Ruiz-Funes se convirtió en el primer alcalde democrático de la Transición en Murcia.
En 1978 se aprueba un nuevo Plan General de Ordenación Urbana de Murcia, dirigido por Manuel Ribas i Piera. La nueva corporación democrática confirmó la voluntad de llevar a la práctica el plan dado el prestigio personal del redactor y el respeto que tenía el nuevo documento entre los expertos afines a los partidos socialista y comunista consultados.
Tras el fin de la dictadura franquista y con la nueva organización territorial por autonomías, la ciudad se convirtió en capital de la comunidad autónoma de la Región de Murcia, siendo la sede de la presidencia y las distintas consejerías, no así del parlamento autonómico, sito en la ciudad de Cartagena.
Durante la década de los 80 se elaboró el Plan estatal en defensa contra las avenidas que trajo consigo la regulación especial del río Segura y sus afluentes, además de su encauzamiento desde la Contraparada y el recorte de meandros. Este plan supuso la desaparición del secular peligro de desbordamiento del río Segura, cuyo último peligro real de desborde a su paso por Murcia tuvo lugar en 1989. Sin embargo, el problema pasaría a ser la alta contaminación urbana e industrial que alcanzó dicho río, creando un grave deterioro medioambiental en la zona.
El 21 de mayo de 1987 10,2 km² de la pedanía de Cañada Hermosa se incorporaron al municipio de Alcantarilla.

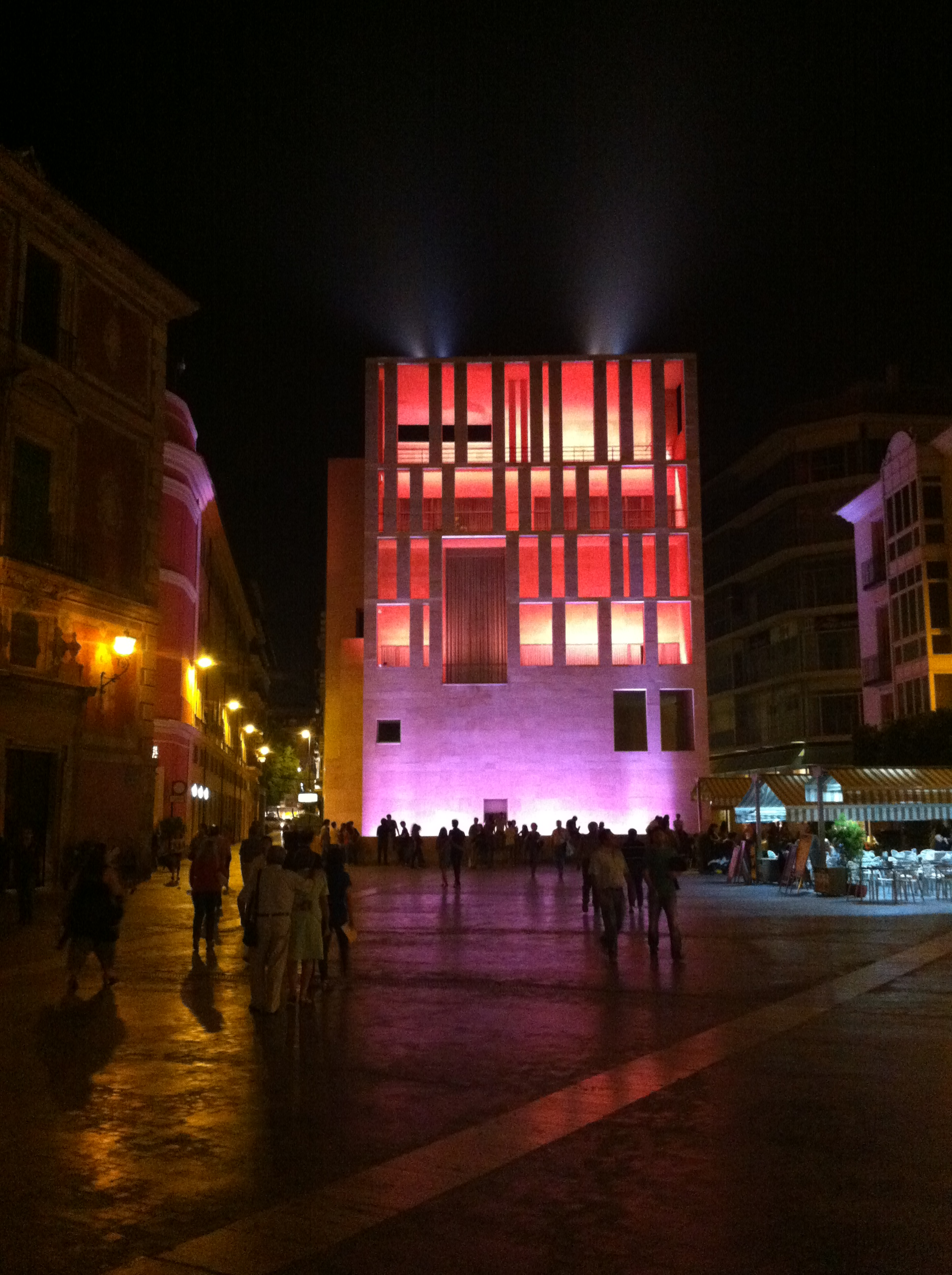
Imagen nocturna del edificio anexo del Ayuntamiento, diseñado por Rafael Moneo en 1998, en la Plaza Belluga.

En las elecciones municipales de 1991 el partido más votado pasó a ser el PP de la mano de su candidato a alcalde Ramón Luis Valcárcel (posterior presidente autonómico), pero la alianza entre el PSRM-PSOE e IU permitió al socialista José Méndez Espino mantener la alcaldía una legislatura más.

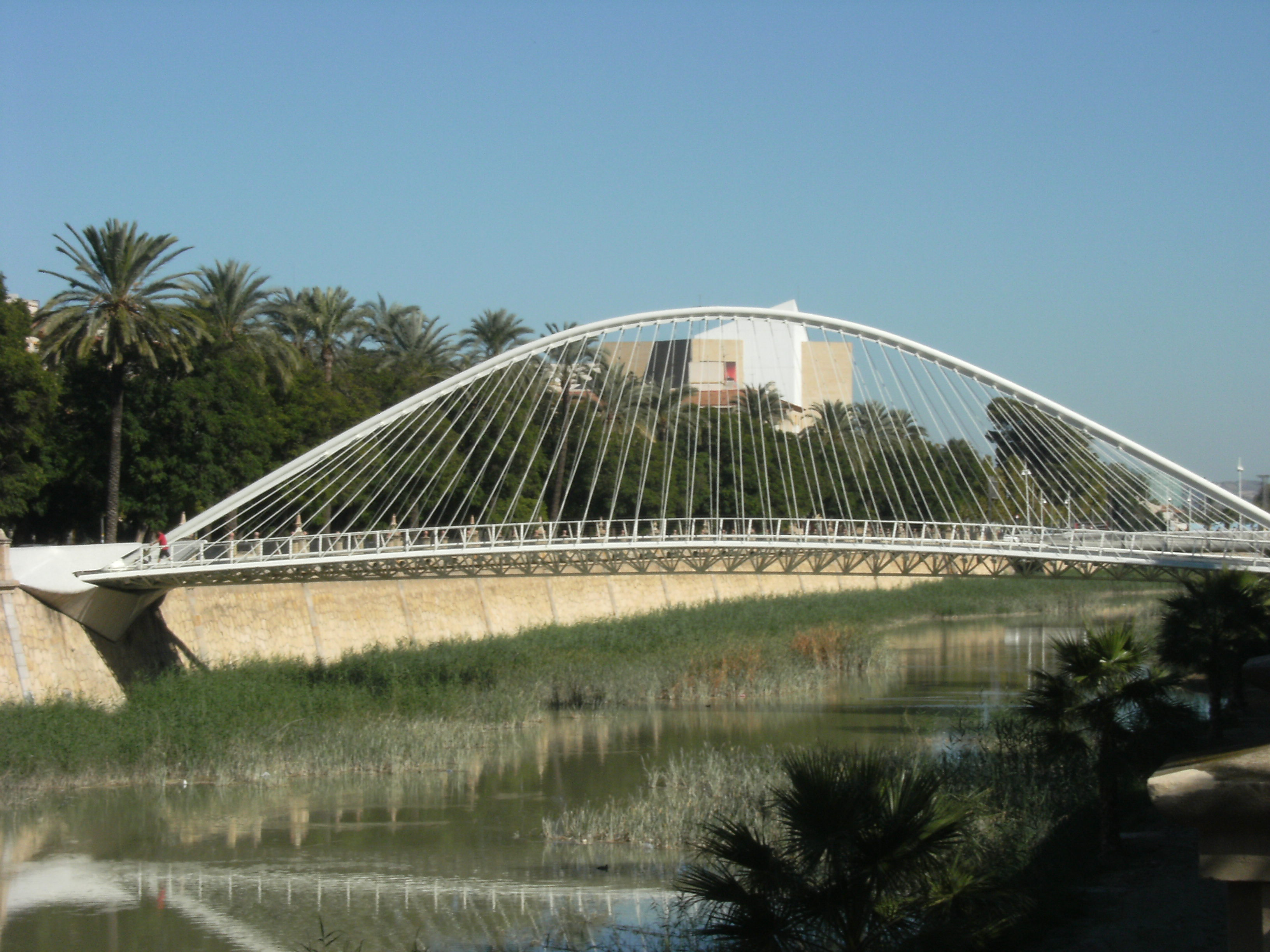
Pasarela de Vistabella sobre el río Segura. Obra de Santiago Calatrava. Tras el puente se divisa el edificio del Auditorio y Centro de Congresos.

Durante los últimos gobiernos socialistas se llevó a cabo la remodelación de los llamados Molinos Nuevos, sitos en el barrio del Carmen; convirtiéndolos en un Museo Hidráulico y sala de exposiciones. Se creó así mismo un amplio pulmón verde en el centro de la ciudad con la apertura de los jardines de la Seda y el Salitre (este último antigua fábrica militar). En 1994 se inauguró el moderno edificio del Auditorio y centro de Congresos de la ciudad.
En las elecciones municipales de 1995 el PP alcanzó la alcaldía por primera vez al conseguir mayoría absoluta de la mano de Miguel Ángel Cámara Botía. Durante su primera legislatura se inauguraron importantes reformas urbanas (proyectadas por el último gobierno de José Méndez) como los nuevos puentes que cambiaron la fisonomía de la ciudad (la Pasarela del Malecón diseñada por Javier Manterola, el remodelado Puente del Hospital y la Pasarela de Vistabella ambos de Santiago Calatrava), o el edificio anexo del ayuntamiento diseñado por el afamado Rafael Moneo. También se llevó a cabo la peatonalización de espacios del casco antiguo, como la señera Plaza de Santo Domingo.
En 1996 se creó una nueva universidad en la ciudad, de carácter privado, llamada Universidad Católica San Antonio de Murcia (UCAM). Su campus está situado en el antiguo Monasterio de los Jerónimos en la pedanía de Guadalupe.
Murcia vivió un gran auge económico y demográfico en las últimas décadas del siglo que la situaron como el séptimo municipio español por volumen de población, llegando a alcanzar los 357.000 habitantes en el año 2000.

## SigloXXI
En el 2001, Murcia fue sede del 22 al 26 de julio del VI Festival Olímpico de la Juventud Europea, donde participaron 2.500 jóvenes deportistas sub-18 de 46 países europeos que compitieron en diez modalidades deportivas diferentes.
La inauguración de este acto deportivo tuvo lugar en el complejo del Cuartel de Artillería, antiguo acuartelamiento situado en el Barrio del Carmen que durante los primeros años del siglo XXI sufrió una serie de reformas y rehabilitaciones que lo han convertido en un complejo polivalente ganado para la ciudad, sede de diversos museos, el nuevo conservatorio superior de música, biblioteca pública etc.
En el año 2006 fue inaugurado el estadio de fútbol Nueva Condomina, en las áreas comerciales del norte de la ciudad, con una capacidad para más de 30.000 espectadores, siendo el partido inaugural un encuentro amistoso entre las selecciones absolutas de fútbol de España y Argentina.

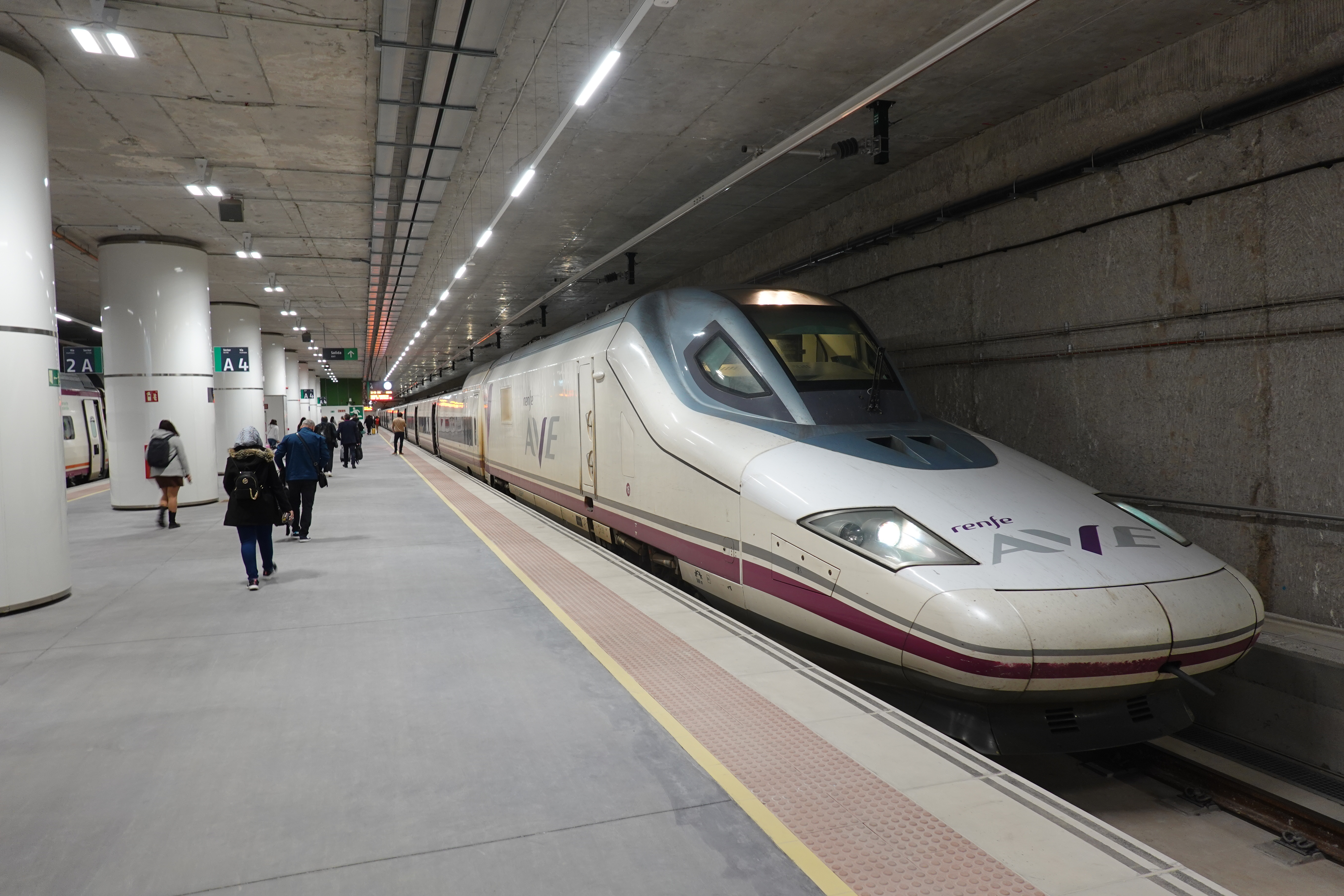
Tren AVE en los andenes soterrados de la estación del Carmen

En 2007 se inauguró el tramo experimental del tranvía de Murcia de 2 km de longitud, que fue ampliado en 2011 con la construcción de la Línea 1 de 17 km que comunica los campus de Espinardo (UMU) y Guadalupe (UCAM) con la Plaza Circular, y también con los centros comerciales del norte y el estadio Nueva Condomina.
En 2022 quedó inaugurada la conexión de la ciudad con la Línea de alta velocidad Madrid-Levante, llegando de manera soterrada gracias a las masivas protestas de 2017.